# Albatros (Segelflugverein)

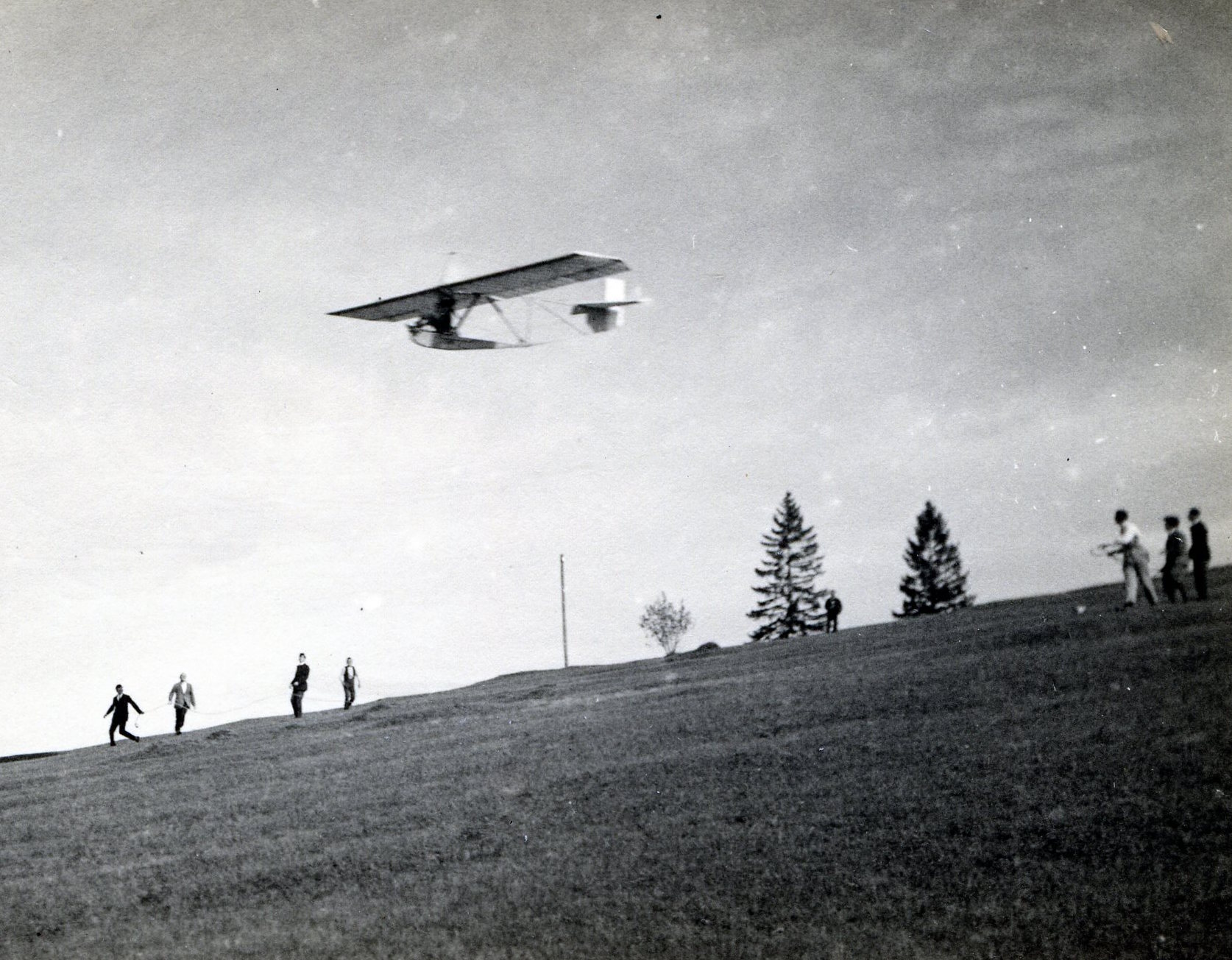
Der Albatros mit seinem Segelflugzeug am Hirschberg bei Gais, ca. 1929

Der Albatros war einer der schweizweit ersten Segelflugvereine, welcher von 1928 bis 1933 in Trogen im Kanton Appenzell Ausserrhoden eigene Segelflugzeuge baute und auch bemannt flog. Das Besondere am Albatros war insbesondere, dass er ausschliesslich von Schülern der Kantonsschule Trogen betrieben wurde, und dass diese jungen Leute weite Strecken segelten, ohne dass je ein nennenswerter Unfall passierte.

## Vorgeschichte

### Helmut Berg träumt vom Fliegen

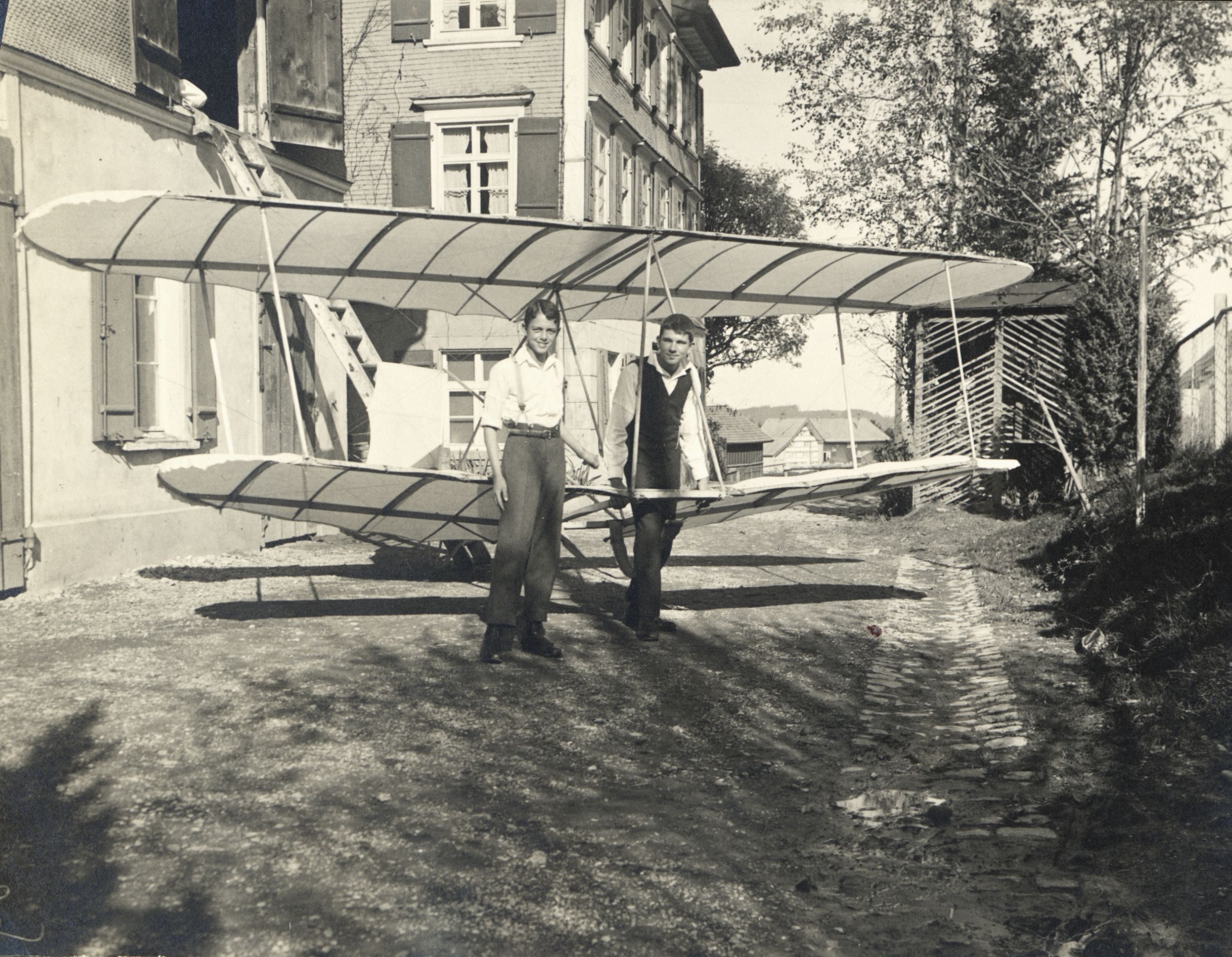
Kurt Rothenberger (links) und Helmut Berg (rechts) mit ihrem selbst gebauten Hängegleiter «Chögli»

Unter dem Namen Albatros begann 1928 in Trogen die Ära der Segelfliegerei, zuerst mit bemannten Flugzeugen, später mit Flugzeugmodellen. Kurt Lutz, Präsident des Nachfolgevereins des Albatros, notierte über diese Pionierzeit: «Es war die Zeit des grössten Auftriebes im Flugwesen. Mitte der dreissiger Jahre setzte eine enorme Entwicklung in Technik, Flugverkehr, Militäraviatik und im Flugsport ein. Wesentliche Impulse gingen insbesondere von Deutschland aus. Eine Welle der Begeisterung erfasste vor allem die junge Generation, welcher im Modellbau und Segelflug Gelegenheit geboten wurde, das fliegerische Erlebnis hautnah zu erleben. Eine solche Strömung konnte auch in Trogen nicht vorbeigehen.» Als zentrale Figur in dieser Bewegung entpuppte sich Helmut Berg aus Speicher, wohnhaft an der Trogener Strasse 4. Der am 6. Juli 1911 geborene Sohn eines Arztes zeigte schon früh Begeisterung für das Flugwesen. Bereits als Primarschüler hielt er vor seiner Klasse einen detaillierten Vortrag mit dem Titel «Die Luftschiffahrt», beschrieb darin die Geschichte des Flugwesens und erzählte dabei auch von seinem ersten Flug: «Heutzutage findet man in allen Ländern Aviatiker. Obwohl viele Todesstürze vorkommen, findet man überall emsige Weiterarbeit. Chavez war der erste Mann, der die Alpen überfliegen wollte. Doch kurz vor dem Ziele stürzte er ab. Jetzt steht in Brig zu seinen Ehren ein Denkmal. […] Letzten Pfingstmontag hatte ich Gelegenheit, selbst zu fliegen. Mein Vater und ich besuchten nämlich den Romanshorner Flugtag. Am Bahnhof in Romanshorn sagte mein Vater zu mir: Heute fliegen wir. Kaum auf dem Flugplatz angekommen, meldete sich mein Vater mit mir zu einem Passagierfluge von einer Viertelstunde an. Wir vertrauten uns dem in der ganzen Schweiz bekannten Piloten Comte an. […] Während diesem Erlebnis bemächtigen sich meiner viele Gefühle. […] Der diesjährige Pfingstmontag war für mich der schönste und wird es wahrscheinlich bleiben.» Dieses Flugerlebnis hatte tatsächlich weitreichende Folgen: Bergs Engagement in den kommenden Jahren löste in Trogen schliesslich die Gründung von mehreren Segelflugvereinen aus. In seinen Erinnerungen beschreibt er den weiteren Verlauf seiner Passion für das Fliegen folgendermassen: «Als ich etwa 13 Jahre alt war, gab mir mein Vater Beschreibungen des deutschen Segelflugpioniers Otto Lilienthal und der deutschen Segelflugschule auf der Wasserkuppe in der Rhön-Hügellandschaft. Da packte es mich. Ich wollte mir anhand bewährter Pläne selbst einen Hängegleiter bauen. Der Name weist darauf hin, dass man in einem Gurt sitzt, der an einem Holzrahmen befestigt ist, die Beine hängen lässt. Die Regulierung von Neigung und Querlage erfolgte durch Bein- und Körperbewegungen. Ein flugbegeisterter Arzt am Zürichsee, den mein Vater kannte, schickte uns zu einem Flugtechniker [gemeint ist Hermann Aecherli] auf dem Flugplatz Dübendorf. Dieser hatte einen Hängegleiter konstruiert. Einige flogen schon nach seinen Plänen. Er verkaufte uns die Pläne und Baumaterial für den ca. 16 kg schweren Doppeldecker [der «Chögli» getauft wurde]. Auf dem Heustock in unserer Remise bastelte ich ihn zusammen mit Kurt Rothenberger [Sohn des Physiklehrers an der Kantonsschule Trogen] aus Trogen. Damit rannten wir […] eine steile Wiese, die unten eben auslief, hinunter, bis der Apparat tatsächlich abhob und 20 bis 100 Meter weit flog, und das in zwei bis zehn Metern Höhe!» Mit diesem Hängegleiter besuchte Helmut Berg vom 1. bis 15. August 1926 auch das Segelfliegerlager in Gottschalkenberg; der Flugbetrieb für die 13 Teilnehmer dauerte täglich von 5 Uhr morgens bis 19.00 abends.

### Rektor Wildi greift ein

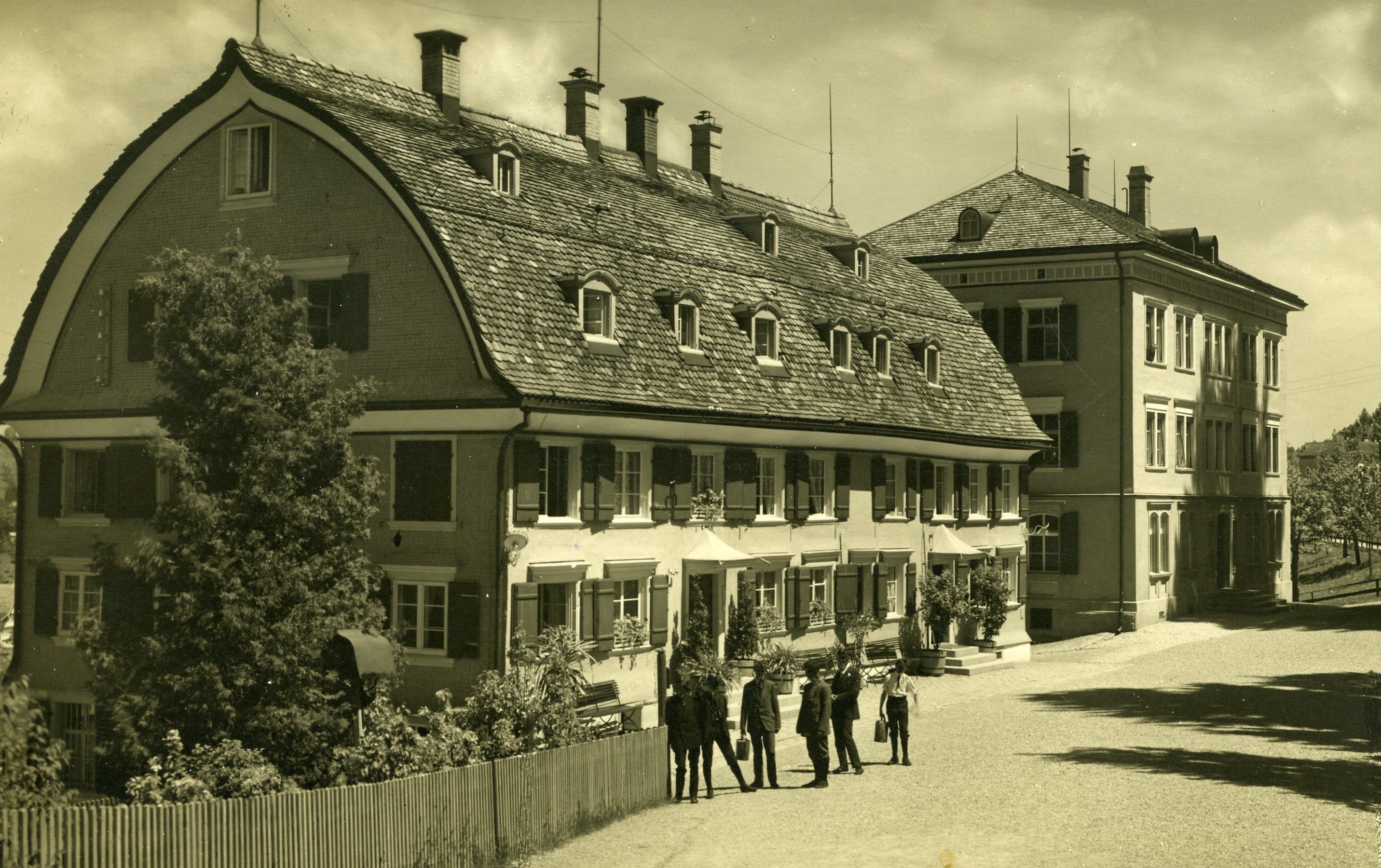
Die Kantonsschule Trogen wie sie zur Zeit des Albatros aussah: Knabenkonvikt (im Vordergrund) und «Altes Schulhaus» (rechts)

Im Frühling 1924 trat Helmut Berg mit Kurt Rothenberger in dieselbe Klasse der Kantonsschule Trogen ein. Drei Jahre später fasste Berg den Entschluss, einen Flugkurs auf der Rhön zu besuchen. Allerdings gab es noch ein schulisches Hindernis: Die Ausbildung fand teilweise während des regulären Unterrichts statt. Aus diesem Grund richtete der 16-jährige Schüler am 22. April 1927 ein Urlaubsgesuch an den damaligen Rektor Ernst Wildi, damit er den ganzen Segelflugkurs besuchen konnte. Darin schrieb er unter anderem: «Ich hoffe, das Gesagte wird Sie überzeugen, dass es besser ist, wenn ich schon dieses Jahr den Segelfliegerkurs absolviere. Durch besondere Anstrengung in der Schule vor und nach dem Urlaub will ich keine Lücke aufkommen lassen, und dadurch machen dass Sie ihr Entgegenkommen nicht bedauern müssen. Ich werde einige Tage brauchen, bis ich die nötigen Ausweise beieinander habe; diese schicke ich dann nach Frankfurt und werde sehen, ob sie zur Aufnahme in den Kurs genügen. Man ist dort offenbar ziemlich streng in der Auswahl. Ich freue mich auf den Rhönkurs und danke Ihnen, sehr geehrter Herr Rektor.» Berg hatte Glück, da Ernst Wildi, der seit 1904 die Kantonsschule Trogen leitete und deren Entwicklung nachhaltig geprägt hatte, den ehrgeizigen Plänen des Jungfliegers wohlgesinnt war. Obwohl sich die Mehrheit der Lehrerschaft gegen die Bewilligung des Urlaubsgesuches aussprach, setzte sich der Schulleiter durch und schrieb am 26. April an den Regierungsrat: «Da der junge Berg wirklich mit mehr als nur oberflächlicher Bubenbegeisterung für den Segelflugsport schafft – er hat z. B. in harter Arbeit ein wirklich prächtiges Fahrzeug selbst gebaut – so möchte die Lehrerschaft dem Jungen – ausserordentlicherweise – entgegenkommen, und sie beantragt Zustimmung [sic!] zu dem gewünschten Urlaub.» 59 Jahre später erinnerte Helmut Berg sich an diesen entscheidenden Moment zurück: «Wie ich später vernahm, soll – nach Ablehnung durch die Lehrerschaft – Rektor Wildi eingeworfen haben: ‹Und wenn de Berg fehle wör, will er chrank isch, müessts au go [Und wenn der Schüler Berg im Unterricht fehlen würde, weil er krank wäre, müsste es auch gehen].› Die Bewilligung erfolgte. Ohne diese positive Einstellung des Rektors wäre der ‹Albatros› wohl nie flugtüchtig geworden.» Auch Rolf Stadler, Nachfolgepräsident von Helmut Berg, entsann sich noch 1991 an Wildis Beitrag: «Herr Rektor Wildi hat uns seinerzeit sehr unterstützt, obschon er mir später einmal sagte, dass er nie geglaubt hätte, dass wir ein Flugzeug wirklich fertigstellen, geschweige denn zum Fliegen bringen würden.»

### Ausbildung auf der Rhön

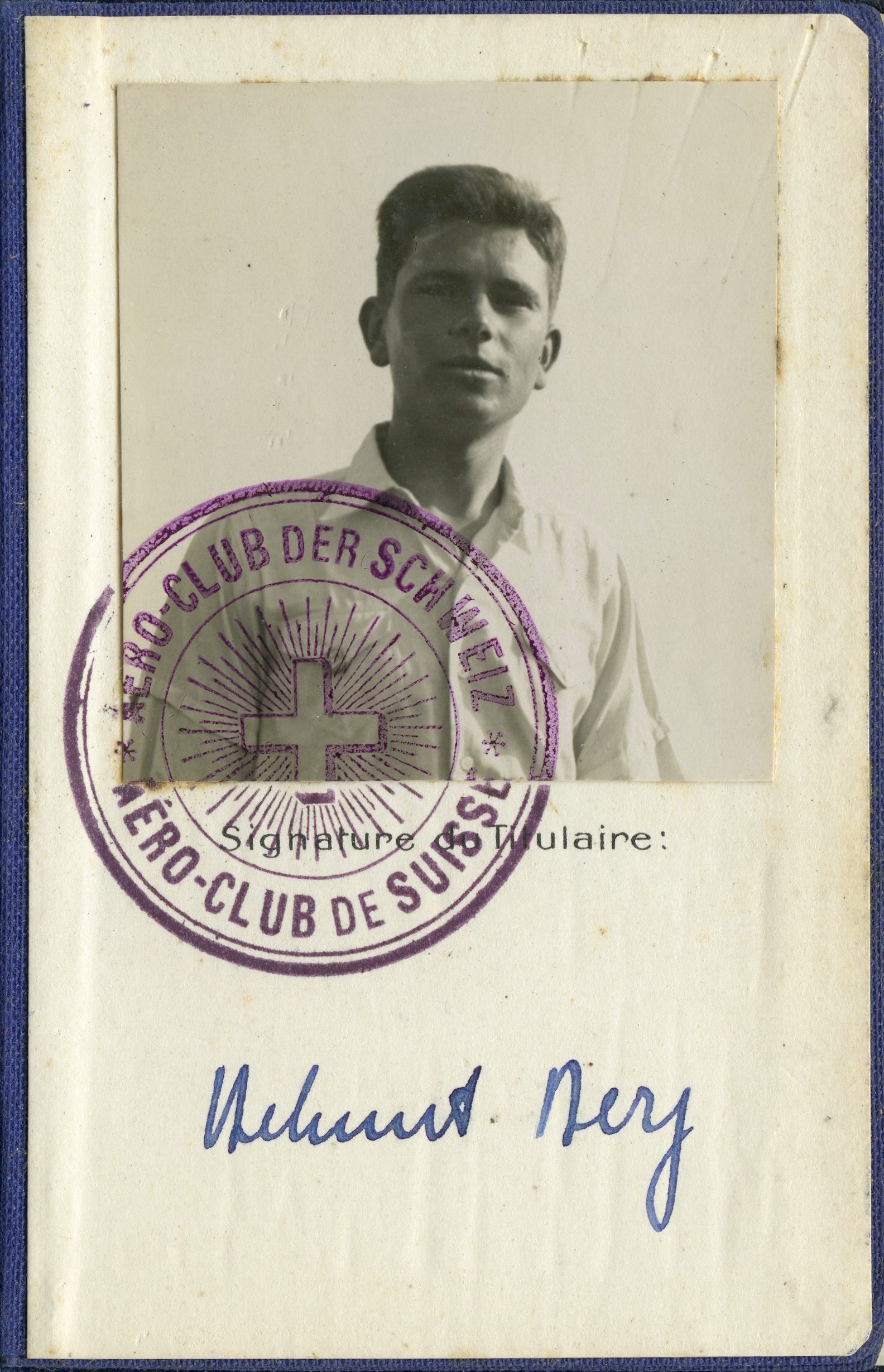
Erste Seite von Helmut Bergs «Brevet national de pilote d'avions sans monteur»

Im Sommer 1927 reiste Helmut Berg in das rund 450 Kilometer nördlich gelegenen Mittelgebirge Rhön und absolvierte den Segelflugkurs vom 1. Juni bis Ende Juli. Trotz des vollen Tagesprogramms und der körperlichen Anstrengung schrieb Helmut beinahe täglich Postkarten oder ausführliche Briefe an seine Eltern im Appenzellerland und berichtete darin von seinen Erlebnissen. Zwei Wochen nach seiner Ankunft schilderte er beispielsweise: «Jetzt will ich dir noch etwas vom Schulbetrieb erzählen. Trotzdem sehr viel Bruch geschmissen wurde [Teile des Segelflugzeugs brechen z. B. bei einer ungünstigen Landung auseinander] und leider noch wird, waren wir immer nur ca. 3 Mann (unsere Gruppe besteht aus 19 Mann), die die ‹Kiste› reparierten, bis wir uns bei Herrn Stamer darüber beschwerten. Der hielt nun eine zündende Rede und drohte mit dem ‹Röhngeist› (um Mitternacht eine Tracht Prügel von allen Schülern) und mit Startverbot. Da war das Wunder geschehen. An jenem Abend arbeiteten alle bis 23.00 Uhr und bei den meisten hält der Eifer an. Es ist eigentlich schlimm, dass zu solchen Mitteln gegriffen werden muss.» Helmut Bergs Ausbildung erfolgte zuerst auf einem Schulgleiter des Typs RRG-Zögling (das Kürzel RRG steht für die Herstellerfirma Rhön-Rossitten-Gesellschaft). Mit diesem wurden die ersten Rutscher, Geradeausflüge, Kurven und Landungen gelernt. Sobald der Flugschüler dies beherrschte, durfte er mit dem RRG-Prüfling fliegen; dieses Flugzeug war für Fortgeschrittene und diente zum Lernen von Achten lenken und den Hangaufwind auszunutzen. Ein Jahr später beschrieb Berg in einem Aufsatz, welcher in der Schweizer Aero-Revue erschien, seine vierwöchige Schulung detailliert unter anderem mit folgenden Worten: «Die kurzen Flüge werden mit der Zeit immer mehr gesteigert, indem man auf etwas steilerem Gelände fliegt. Der Schüler trainiert nun so lange, bis es ihm glückt, vielleicht nach dem 8. bis 20. Flug, die A-Prüfung abzulegen (ein normaler Flug geradeaus von mindestens 30 Sekunden Dauer). Hat er diese bestanden, so lernt er das Kurvenfliegen. Bei diesen Kurven muss das Querruder benutzt werden, um beim späteren Fliegen mit Motorflugzeugen einen Vorteil zu haben. Aus diesem Grunde haben die Schulmaschinen auf der Rhön nie eine grössere Spannweite als 10 Meter. […] Der Schüler bereitet sich nun auf die B-Prüfung vor (gleiche Bedingungen wie beim schweiz. Brevet: ein Flug von mindestens einer Minute Dauer mit einer S-Kurve), indem er nicht nur nach Belieben Kurven dreht, sondern sich bemühen muss, an genau vom Lehrer bezeichneten Stellen, etwa einem Busch oder einer Geländewelle, zu kurven. Auch das Überfliegen von kleinen Hindernissen, wie Sträuchern, Hütten etc., muss geübt werden. Ist es dem Schüler geglückt, die Prüfungsbedingungen zu erfüllen, so wird er das sofort nach der Landung inne durch einen Bravo-Ruf, den ihm die andern mit vereinten Kräften von oben zurufen. Dieser Moment und die Entgegennahme des B-Abzeichens lassen unwillkürlich sein Herz höher schlagen.» Die Schulung mit dem RRG-Zögling kamen Helmut Berg sehr zugute, da er diesen Flugzeugtyp in Trogen nachbauen sollte: «Da wir Flugschüler im Flugunterricht entstandene Beschädigungen unter Leitung von Fachleuten selbst reparieren mussten – oft nachts –, wurde ich für den Bau des späteren Flugzeuges ‹Kauz› gut vorbereitet. Aus der Rhön schrieb ich Rektor Wildi, anhand von leihweise erhältlichen Diapositiven könnte ich ihn, wenn er dies wünsche, besser über den ganzen Lehrbetrieb orientieren. Er schrieb mir darauf, ich solle es mitbringen.»

## «Albatros – Verein für motorlosen Flug»

### Gründung

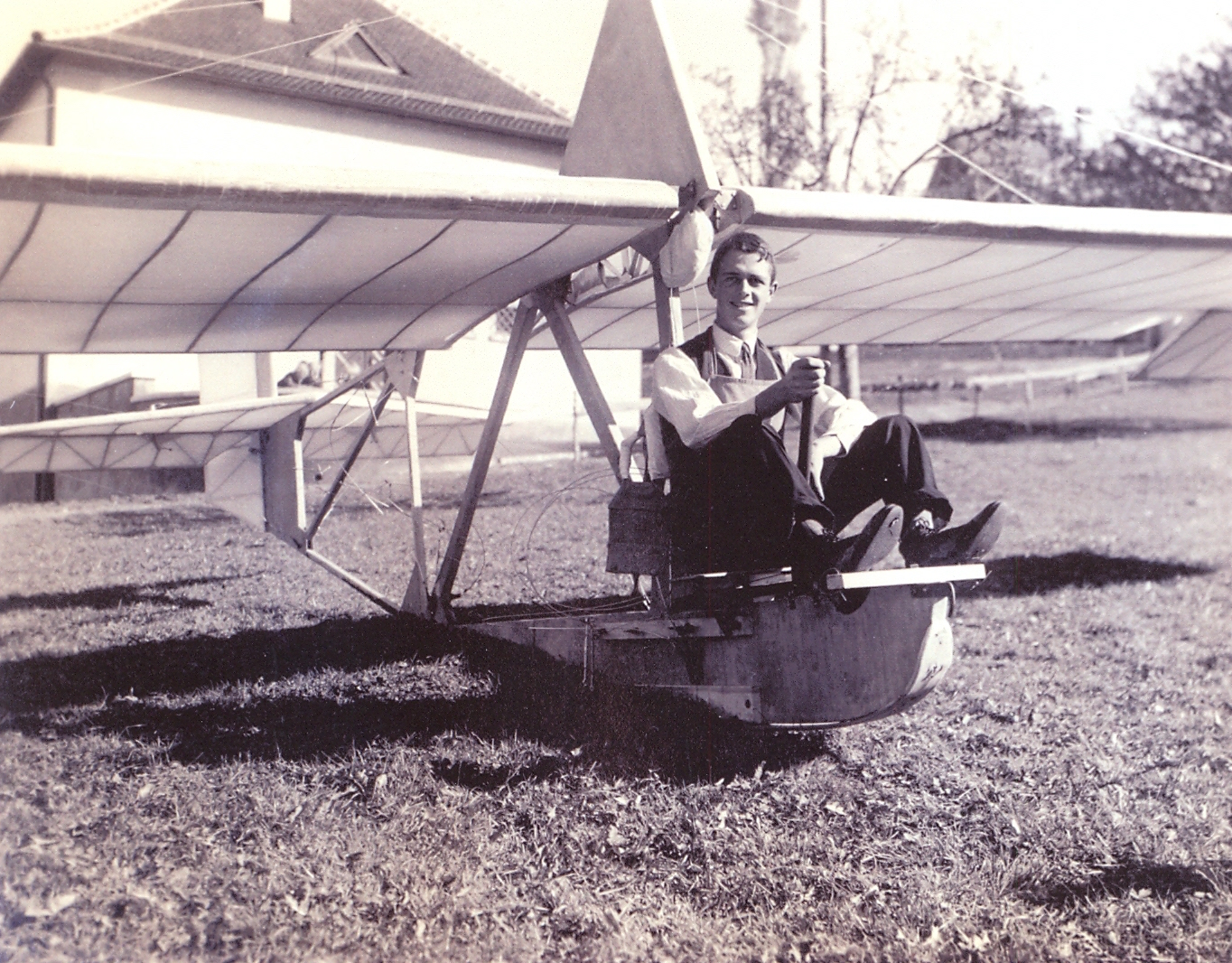
Kurt Rothenberger, Mitbegründer des Albatros, sitzend im selbstgebauten RRG-Zögling «Kauz», 1928

Ernst Wildi wollte, dass Helmut Berg nach seiner Rückkehr vor den 261 Schülern der KST einen Vortrag über seine Flugerlebnisse hielt: «Wieder in der Schule zurück, erlebte ich die Begeisterung Rektor Wildis für unser Steckenpferd: Er bot alle Schüler in den Saal der ‹Krone› [Restaurant in Trogen] auf. Dort sollte ich ihnen den erlebten Flugunterricht schildern. Ich war damals 15 oder 16. Er wusste nicht, ob ich das überhaupt könne – ich auch nicht. Meine Ausführungen schloss ich in der ‹Krone› mit der Hoffnung, dass sich einige Kameraden für den gemeinsamen Bau eines ‹Zöglings› interessierten, und ich erwähnte schon damals, dass der zwischen Gais und Appenzell gelegene Hirschberg ein geeignetes Schulgelände wäre.» Tatsächlich fanden sich einige Schüler, welche die Begeisterung von Helmut Berg und Kurt Rothenberger teilten und 1928 den Verein Albatros gründeten. In den Statuten wurde der Vereinszweck wie folgt beschrieben: «Förderung des motorlosen Flugwesens durch Bau von motorlosen Flugzeugen und Schulung auf denselben, sowie Durchführung von Modellbaukursen. Der ‹Albatros› sucht ferner, die Ziele des Schweizerischen Aeroklubs zu fördern, dessen Untersektion er ist.» Zur Teilnahme am Flugunterricht war, neben dem Mitgliederbeitrag, lediglich die schriftliche Erlaubnis der Eltern notwendig. Berg, der auch gleich der erste Präsident wurde, betont dazu noch einmal die wichtige Rolle von Ernst Wildi: «Bald darauf gründeten wir – es waren fünf bis zehn Schüler – den Klub ‹Albatros›, wiederum im Einverständnis mit Rektor Wildi und Dr. Rothenberger [Physiklehrer an der KST und Vater von Kurt] als ‹Kontrolleur› im damaligen Physikzimmer in der Mittagspause. […] Natürlich waren auch einige Eltern der Vereinsmitglieder unruhig, hatten Angst vor Flugunfällen. Wiederum war es Rektor Wildi, der sie beruhigte und die Aufsicht von Dr. Rothenberger hervorhob.» Kurz darauf erschien eine kurze Mitteilung in der Schweizer Aero-Revue: «Vor einigen Wochen haben sich unter dem Namen ‹Albatros›, Verein für motorlosen Flug, einige Schüler der Kantonsschule Trogen (Appenzell) zusammengeschlossen. Vorläufig wurde ein Gleitschulflugzeug des Typs ‹Zögling› der Rhön-Rossitten-Gesellschaft in Arbeit genommen. Da eines der Mitglieder letzten Sommer Gelegenheit hatte, sich auf der Rhön im Flug, Bau und Reparatur gerade dieses Typs besonders auszubilden, wird nach Fertigstellung der Maschine wohl ohne grössere Schwierigkeiten geschult werden können. Wenn auch sonst noch nicht alles für den Bau nötige Geld beisammen ist, so reicht es doch, um vorläufig ungehindert an die Arbeit gehen zu können. Interessenten wollen sich an Herrn Helmut Berg, Speicher bei Trogen, Kanton Appenzell, wenden.»
Physikprofessor Arnold Rothenberger war übrigens auch in anderen technischen Bereichen stets innovativ: So war er der erste Bewohner in Trogen, welcher Radio hörte. 1926 liess er an dieser neuen Erfindung auch andere teilnehmen, indem er im Saal des Restaurants «Krone» eine Vorführung veranstaltete, zu welcher er das ganze Dorf einlud. Elisabeth Pletscher, welche von 1921 bis 1928 an der Kantonsschule war, erinnerte sich daran zurück: «Er baute seinen Apparat auf, installierte die Innenantenne und gab einige theoretische Erklärungen über den Radioempfang ab. Von Königs Wusterhausen, wo der deutsche Radiosender […] stationiert war, würde nun ein Konzert gesendet. [In Königs Wusterhausen war nur der Sendemast, gesendet wurde von Berlin.] […] Im Kronensaal sassen alle andächtig da und lauschten. Lange war gar nichts zu hören, dann auf einmal ein ohrenbetäubendes Pfeifen. ‹Es hat eine Störung›, konstatierte der Physiklehrer und fuhr ganz begeistert fort, während sich die Zuhörenden über die seltsamen Geräusche wunderten: ‹Das ist doch wahrhaftig ein Wunder! Stellt euch vor, dieser Lärm wird in diesem Augenblick in Königs Wusterhausen produziert und wir können es gleichzeitig im Kronensaal hören!›» In den 1930er Jahren setzte sich Rothenberger zudem dafür ein, dass Schülerinnen und Schüler Astronomie als praktischen naturwissenschaftlichen Unterricht erleben konnten. Aus einem selbst gekauften Fernrohr wurde schliesslich eine Sternwarte. Diese wurde 1949 auf einer Hügelkuppe oberhalb des Pestalozzidorfes auf dem Boden der Gemeinde Trogen gebaut.

### Bau des Schulgleiters «Kauz»
Im Februar 1928 begannen die Schüler mit mittlerweile elf Mitgliedern mit dem Bau des in der Rhön bewährten RRG-Zöglings (75–80 kg Gewicht, über fünf Meter Länge und zehn Meter Spannweite) und tauften den ersten Gleiter «Kauz» (später folgte ein zweites Flugzeug mit dem Namen «Marabu»). Um die Materialien für das von Alexander Lippisch konstruierte Segelflugzeug zu finanzieren, organisierte der Albatros öffentliche Vorträge mit zum Teil bekannten Flugpionieren, welche auf ein Honorar verzichteten. Dazu Helmut Berg: «Der erste war Walter Mittelholzer. Der zweite kam aus den Zeppelinwerken Friedrichshafen, der dritte war ein ganz junger Luzerner, der mit seinem sehr schwach motorisierten Flugzeuglein in den Orient geflogen war und viel Interessantes berichtete. Auch Rothenberger trat als Referent auf [die Einnahmen für seinen Vortrag im Juni 1928 ergaben 178 Franken für die Vereinskasse]. Zur Aufklärung über die Verwendung der Eintrittsgelder hingen jeweilen bereits gebaute Flugzeug-Teile an der Decke. […] In der Regel ein- bis zweimal pro Woche bauten wir zuerst einen Flügel nach aus der Rhön erhaltenen Plänen. Für dessen Bau nach selbst gefertigten Schablonen genügten knapp fingerdicke Fichtenstäbe, dünnes Sperrholz, Kaltleim und Zwingen. Sie wurden darauf auf die zwei Flügeltragholme aufgezogen und daran die Verstrebungen und Steuerklappen befestigt». Nachdem die Rippen hergestellt und zu Flügeln zusammengesetzt waren, folgte der Rumpf und die Rohbaumontage aller Teile. Das Ende bildete das Bespannen der Flügel. Um das Segelflugzeug sicher zu lagern, wurde es jeweils in der Turnhalle der Kantonsschule eingestellt. Währenddessen verfolgte auch Rektor Ernst Wildi die Aktivitäten des Vereins mit grossem Interesse. In seinem Schuljahresbericht schrieb er zusammenfassend: «Gerne unterstützten wir die Bestrebungen eines initiativen Schülers, der Urlaub erhielt, um einen Segelflugkurs in der Rhön zu besuchen. Nach seiner Rückkehr führte er, von Modellen, Episkop und Film wirksam unterstützt, die ganze Schule in anschaulicher, lebendiger und Interesse weckender Weise in das Wesen und die Bedeutung des Segelfluges ein. Seitdem arbeiten einige Schüler, die sich unter dem Symbol ‹Albatros› zusammenfanden, an dem Bau eines motorlosen Flugzeuges, um wenn möglich bis zur Schulung zu gelangen. Das ist, wenn für die nötigen Vorsichtsmassregeln gesorgt wird, ein Feld für jugendlichen Wagemut und jugendliche Unternehmungslust, die uns sympathischer ist, als wenn der Übermut sich in unnützen oder gar lästigen Streichen äussert. Hic Rhodus, hic salta!» Mittlerweile rechneten die Mitglieder des Albatros damit, bis zu den Herbstferien den Zögling fertig bauen zu können. Damit dieses Ziel erreicht werden konnte, mussten in den ersten Herbstferientagen zusätzliche Tag- und Nachtschichten eingeschaltet werden. Im Oktober, nach neun Monaten intensiver Arbeit, wurde der «Kauz» schliesslich fertig.

### Lufttaufe

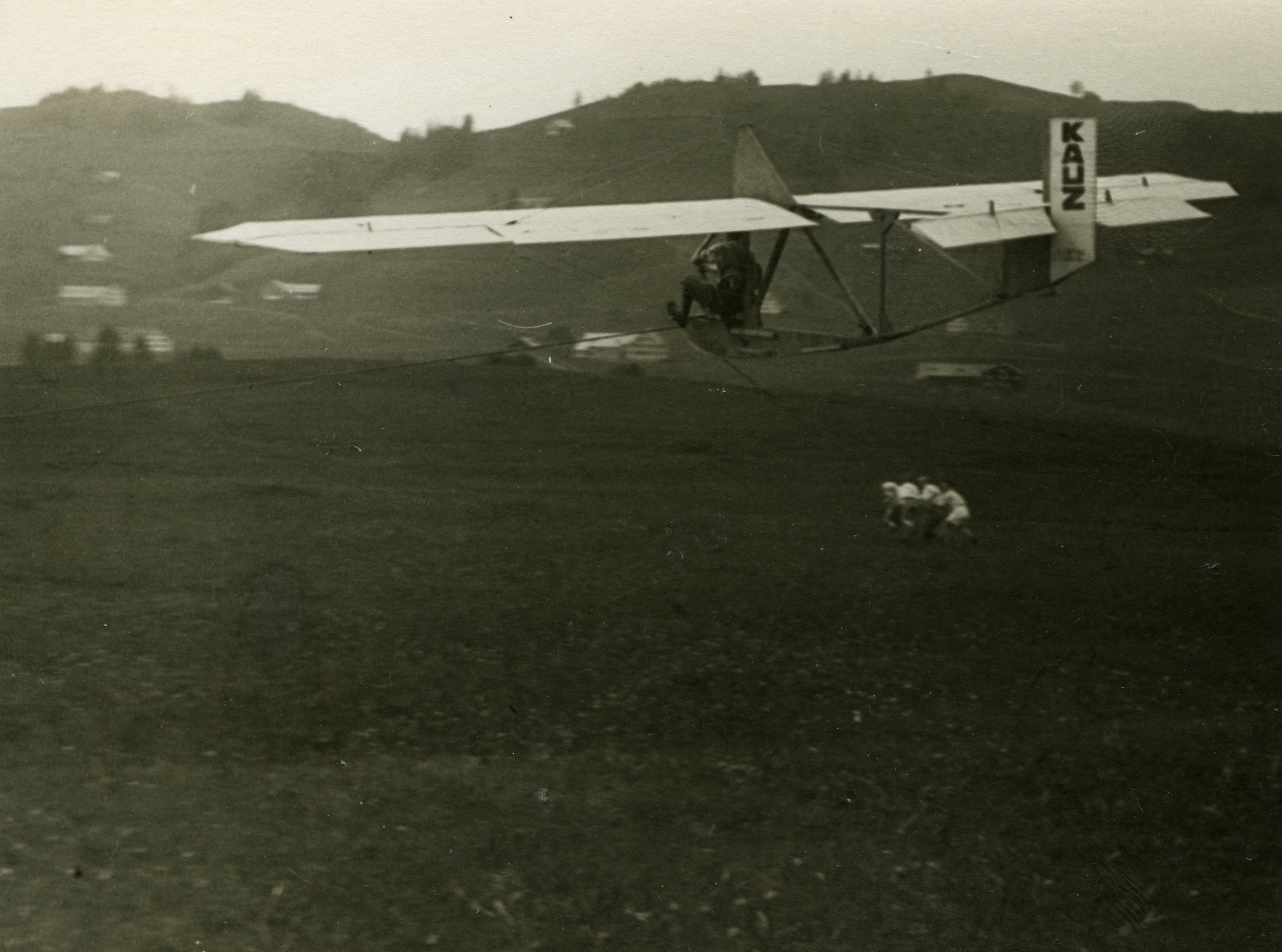
Katapultstart des Zöglings «Kauz», 1928

Schon sehr früh hatte Helmut Berg den Hirschberg im Grenzgebiet zwischen den Kantonen Appenzell Ausserrhoden und Appenzell Innerrhoden für die Flugschulung ins Auge gefasst. Dazu mussten allerdings noch diverse Abklärungen mit Landwirten und den Verwaltern der Genossenschaft, welcher der Hirschberg gehörte, gemacht werden. Schliesslich bekam der Albatros die erhoffte Zusage für die Flugschulung, ohne irgendeine hindernde Bedingung. Dem Verein wurde sogar ein Pferd für den Flugzeugtransport zum höher gelegenen Startplatz zugesagt. Also begann man damit, ein Lager in einem gemieteten Schuppen am Flugplatz einzurichten, damit der «Kauz» und weiteres Material jeweils sicher verstaut werden konnte. Im Oktober 1928 wurde das Segelflugzeug dann auf einem zweirädrigen Anhänger mit Velorädern, gezogen von einem Motorrad, von Trogen zum zwölf Kilometer entfernten Hirschberg transportiert. Der Moment des ersten Fluges wurde in der Aero-Revue folgendermassen beschrieben: «Am 26. Oktober war die Lufttaufe unseres ‹Kauz›. Gleich bei den ersten Sprüngen zeigte der Apparat die von ihm erwarteten Flugeigenschaften. Helmut Berg führte nachher drei kleinere Flüge bei äusserst schwachem Wind aus, deren längster 1 Minute 42 Sekunden dauerte. Nachher konnten noch einige Vereinsmitglieder mit 6 Starts ihre ersten Sprünge absolvieren. Jedermann war erstaunt über die grosse Einfachheit und Selbstverständlichkeit, die den Flugbetrieb kennzeichnet. Unser erster Flugtag verlief zu aller Befriedigung ohne irgendeinen Bruch.»

### Flugschulung
Nach der Flugtaufe begann der Albatros mit der regulären Flugschulung am Hirschberg bei Gais. Dazu war vor allem die Startmannschaft wichtig: Neu eingetretene Mitglieder mussten, bevor sie fliegen durften, bei 2/3 der Flugübungen als «Starter» agieren: Dazu wurden die Segelflugzeuge mit einem Katapult, bestehend aus einem 15 Meter langen Gummiseil mit etwa 100 parallel liegenden Gummifäden, gestartet (aus diesem Grund nannte man die «Starter» auch «Gummihunde»). Das hinten festgehaltene Flugzeug wurde auf Kommando «Los» nach vorne katapultiert. War es in der Luft, so fiel das Startseil zur Erde. Wenn ein Schüler schliesslich seinen ersten Flug antreten durfte, setzte er sich in den Zögling: «Der Pilot sass auf einem an der Flugzeugkufe angebrachten Brettchen, mit dem Rücken an die Flugzeug-Mittelwand angeschnallt, frei in der Luft, hielt sich mit der linken Hand an der ‹Notbremse› (Schlaufe an der Kontaktstelle von Flügel und Mittelteil). Die Füsse ruhten auf dem Seitensteuer zuvorderst auf der Kufe. Zwischen den Beinen hielt man mit der rechten Hand den Steuerknüppel. Rumpf gab es keinen, damit man sich nirgends anschlagen konnte, wenn man zu steil landete. Sogenannte ‹Sollbruchstellen› bewirkten, dass nach allfälligen Bruchlandungen die Reparaturen möglichst einfach waren.» Helmut Berg schildert solch einen ersten Flug folgendermassen: «Zuerst musste gelernt werden, auf dem Boden zu rutschen und dabei die Flügel waagrecht zu halten. […] Bei Schulungsbeginn wurde nur schwach katapultiert, die Geschwindigkeit reichte nicht zum Flug, es gab nur die gewünschten Bodenrutscher. Später erfolgte laufend eine Steigerung der Startgeschwindigkeit und damit die Lufttaufe. Unser Ziel war es, dass jeder den ganzen Hirschberghang hinunterfliegen konnte, möglichst mit Kurveneinlagen, und das in einer Höhe zwischen 10 und 40 Metern.» Im Sommer 1929 zählte der Albatros bereits 18 Mitglieder und bekam mittlerweile auch Geld von Passivmitgliedern; in einem Brief an mögliche weitere Interessenten warb Berg: «Sehr geehrter Herr! Am letzten Schülerabend hat der Film über die Tätigkeit des ‹Albatros›, Verein für motorlosen Flug, viel Beachtung gefunden. Wir möchten Sie im Anschluss daran freundlich einladen, unserem Verein als Passivmitglied beizutreten. Der Mindestbeitrag beträgt Fr. 5.- pro Jahr. Die Mitglieder haben freien Zutritt zu allen unseren Veranstaltungen und erhalten jeweils einen Sonderabdruck unserer in der Schweizerischen Aero-Revue veröffentlichten Berichte, sowie auch besonders gut gelungene Photographien (Originalabzüge).» Die von Berg angewandte Schulungsmethode, dass der Schüler von Anfang an allein im Flugzeug war, schien sich zu bewähren und er schrieb im Jahresbericht: «Der ‹Kauz› hat bis jetzt mehr als 100 Flüge hinter sich – dabei passierte kein Unfall und nicht einmal ein grösserer Bruch an der Maschine. In letzter Zeit konnten wir uns für die nach jedem Flug entstehenden Rücktransporte ein Pferd leisten und brachten so 2–3 Mal mehr Flüge zustande. An einem Nachmittag waren es sogar 21 Flüge – alle 12 Minuten einer. […] Im Winter blieben wir auch nicht tatenlos. Besonders unser Filmoperateur stellte den mit sehr grosser Mühe aufgenommenen Film zusammen, der wunderbare Bilder vom Bau und von den Flügen unserer Maschine zeigte.» Und auch Ernst Wildi erwähnte in seinem Jahresbericht erneut die Tätigkeiten des Flugvereins an seiner Schule: «Fleissig schulte am Hirschberg bei Gais der ‹Albatros›, mit seinem motorlosen Flugzeug, eine grosse Zahl von Flügen ohne den geringsten Unfall ausführend, ein gutes Zeugnis für die Methodik, Ruhe und Umsicht, mit welcher die zukünftigen Piloten ihren Sport betreiben.»

### «Marabu»
Im Winter 1930 wurde bereits das zweite Flugzeug «Marabu» vollendet. Rektor Wildi fasste diesen Schritt wie folgt zusammen: «Der ‹Albatros› […] baute mit eigenen Kräften, ein gutes Dutzend von Aktiven standen ihm dazu zur Verfügung, eine neue Schulmaschine vom gleichen Typus wie der ‹Kauz›, der in zweijähriger Betriebszeit mehr als 200 Starts hinter sich sieht, die alle ohne grössern Bruch oder Unfall verliefen. Es bedeutet dies ein gutes Zeichen für die Umsicht unserer fliegenden Jungmannschaft, die während der Flug- und Arbeitszeit strengste Enthaltung von Alkohol und Nikotin durchführt. Doch lockern sich eben durch die vielen, nicht immer sanften Landungen mit der Zeit die Leimverbindungen, und die Spannungen dehnen sich; kurz: ein Segelflugzeug altert rasch. Trotz des grossen Loches, welches der Bau einer neuen Maschine in die Kasse riss, trotz der gehörigen Zeitopfer, welche die Mitglieder dabei aufbringen mussten, verlangte also die Vorsicht die Erstellung einer Ersatzmaschine, die nach bestehenden Vorschriften vom Schweizerischen Aeroklub geprüft wird, bevor sie den Dienst aufnimmt.»

### Unfälle

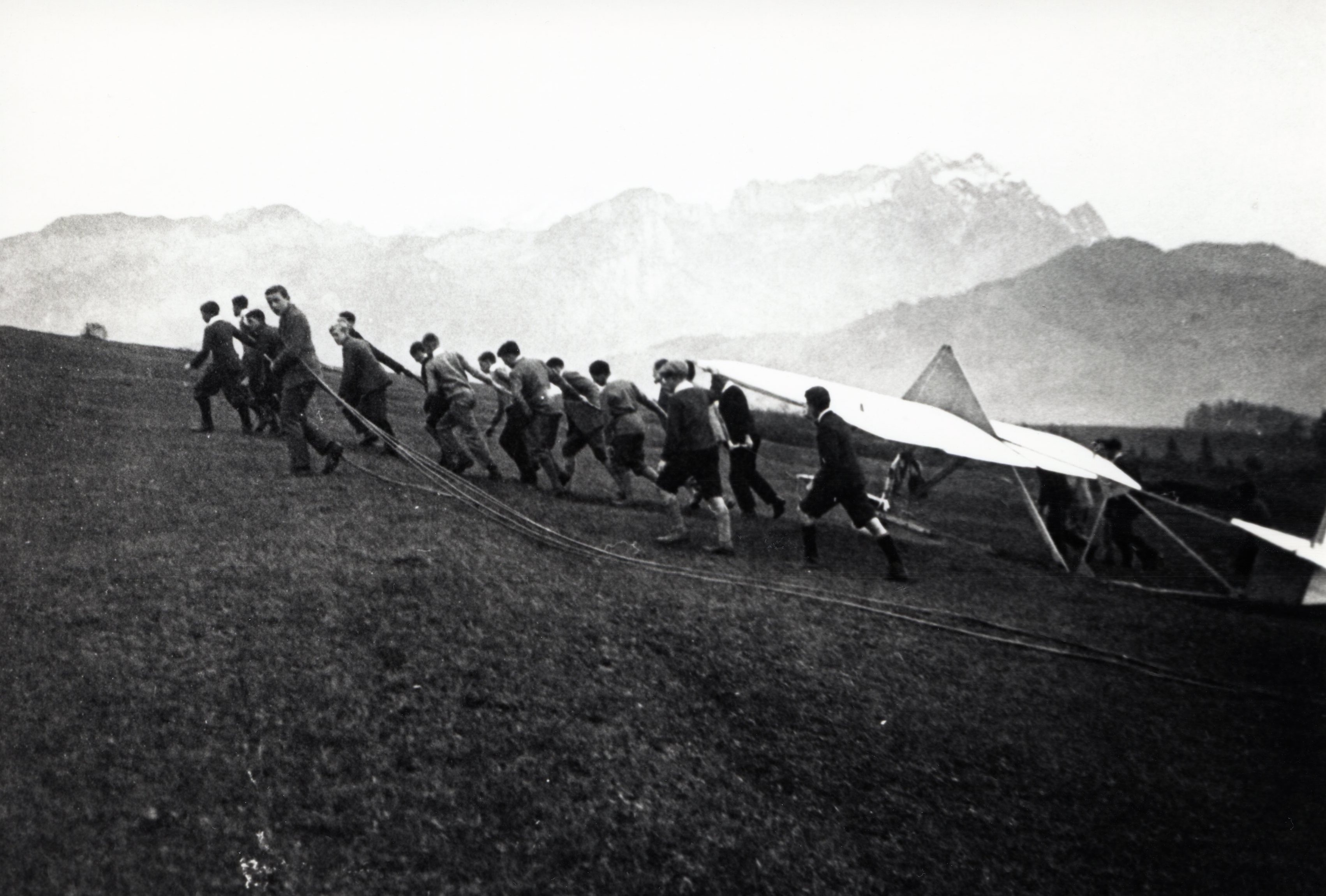
Transport des Segelflugzeuges an seinen Startpunkt, ca. 1929

In den fünf Jahren, in denen der Albatros bestand, kam es zu keinem einzigen Unfall, in dem ein Schüler verletzt wurde. Es gab lediglich Beschädigungen an den Segelflugzeugen selbst. So berichtet Rolf Stadler, der Nachfolgepräsident von Helmut Berg: «Einen Streich spielte uns eines Tage der böige Föhn, indem er die Maschine kurzerhand auf den Kopf stellte und leicht beschädigte. Jedoch war die Reparatur am gleichen Abend noch beendet.» Mit dem Segelflugzeug «Marabu» kam es zu zwei Beschädigungen: «Bei einem Probeflug der neuen ‹Kiste› hinter dem Turnplatz in Trogen rutschte die Maschine nach der Landung auf dem harstigen Schnee rückwärts ab und wurde beim Anprall gegen den Hag am Schwanz beschädigt!» Den zweiten Unfall verursachte ausgerechnet ein Experte des Eidgenössischen Luftamtes aus Dübendorf. Dazu noch einmal Rolf Stadler: «1931 musste Herr Spalinger [Jakob Spalinger, Schweizer Segelflugzeugkonstrukteur und Flugpionier, 1898–1988] im Auftrage des damaligen Luftamtes unsere Flugzeuge kontrollieren, auch probefliegen. Beim ersten Flug mit dem ‹Marabu› ist Herr Spalinger dann auch mit dem weit und breit einzigen Baum beim Landefeld kollidiert und hat das Flugzeug beschädigt. Eigentlich hätte er nach der Reparatur nochmals kommen sollen, ist dann aber nie mehr erschienen.»

### «Berggeist»

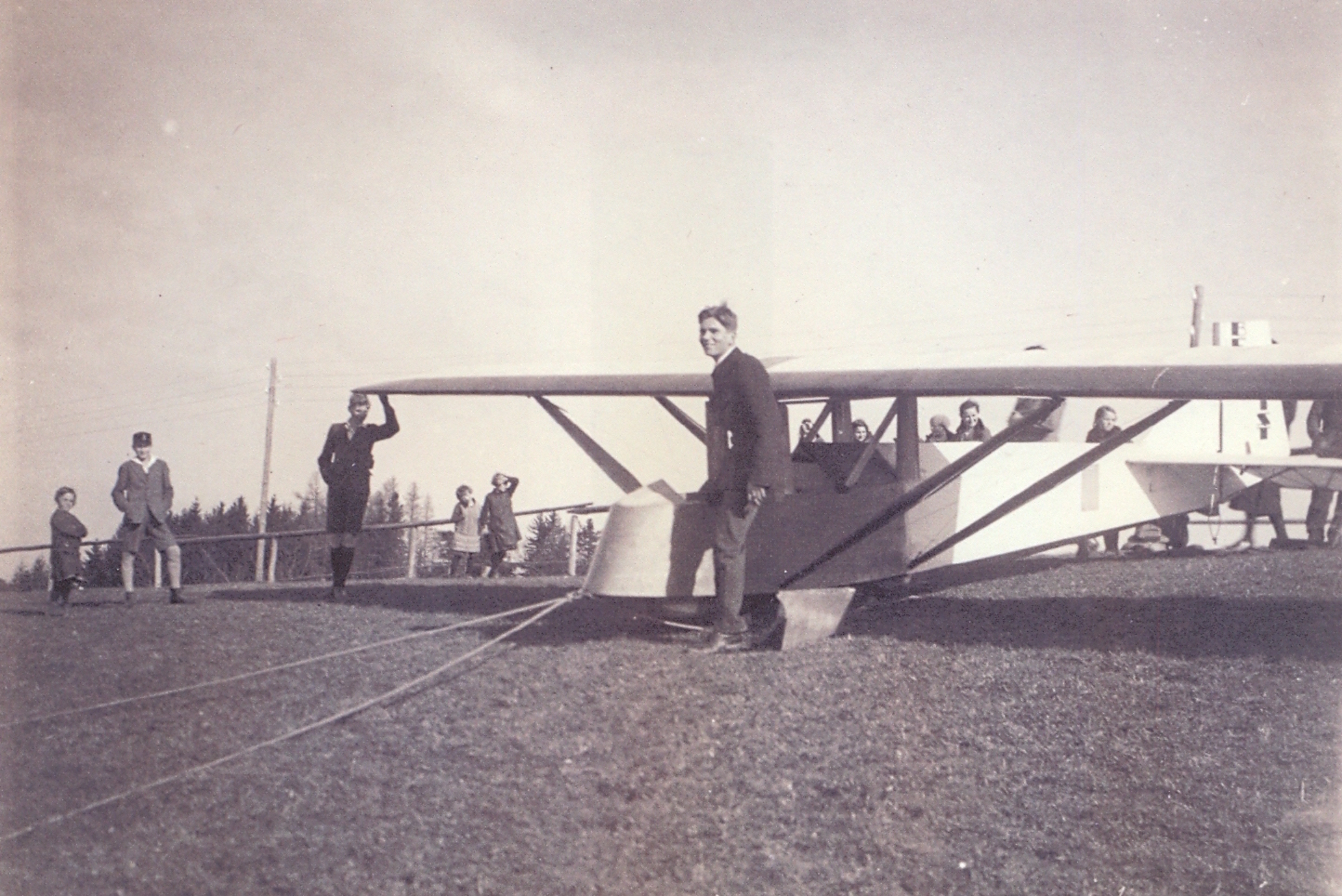
Helmut Berg besteigt seinen «Berggeist» auf dem Fünfländerblick, 1929

Ein flugtechnisches Intermezzo der Albatros-Flugschulung stellte der Umstand dar, dass Helmut Berg Ende des Jahres 1928 von einem Gönner ein fertiges Segelflugzeug bekam. Dieser in der Rhön gebaute RRG-Prüfling war ein Schulflugzeug für Fortgeschrittene und wurde von seinem neuen Besitzer, ganz im Sinne seines Namens, «Berggeist» getauft. Der neue Gleiter war um einiges hochwertiger als der «Kauz» und Berg konnte bereits im Winter 1928/29 zwei Flüge vom Aussichtspunkt Hohe Buche, rund 2,5 Kilometer südwestlich von Trogen, durchführen. 1986 erinnerte er sich an diesem Moment zurück: «Mit diesem konnte man nicht nur gleiten, sondern im Aufwind auch steigen. Trotz Winterschnee konnte es dank der ‹Albatros›-Mitglieder, zerlegt in seine zwei Flügel und Rumpf, mit einem Pferd auf die ‹Buche› transportiert werden. Nach seiner Montage liess ich mich Richtung Strasse Weissegg-Bühler katapultieren. Da kein Wind blies, gab es leider keinen Aufwind und daher nur einen Gleitflug von einigen Minuten.» Auch Rektor Wildi wohnte diesem Ereignis bei und beschrieb den Flug in seinem Jahresbericht: «Es war ein geradezu packender Anblick, als dann von der Höhe der winterlichen Buche der ‹Berggeist› durch das federnde Gummiseil in die Luft hinaus geschleudert wurde, wo er ruhig und sicher durch die Lüfte zog, zuerst Richtung Bühler, um dann in einer stolzen Kurve Weisseggwärts zu steuern, dort in der Nähe der Landstrasse glatt landend, von einer Zuschauermenge freudig begrüsst und bestaunt.»

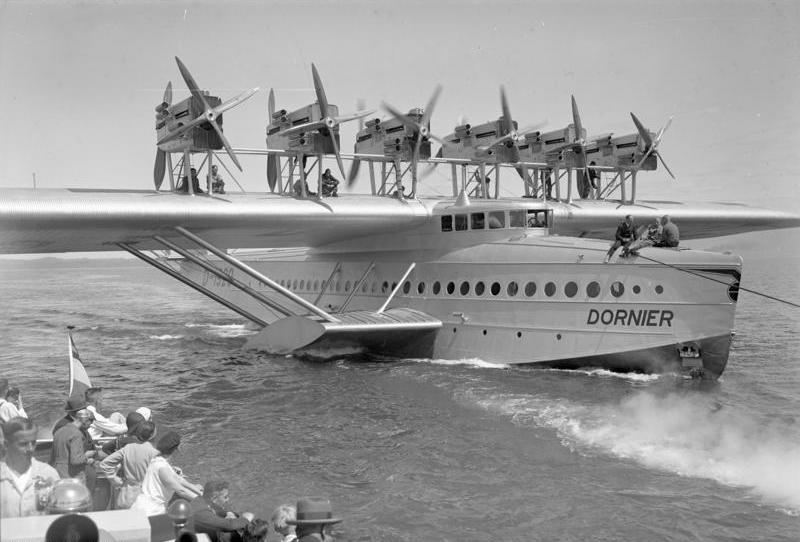
Die Dornier Do X 1930 auf dem Bodensee, 1930

Der nächste Flug mit dem «Berggeist» erfolgte am 17. April 1929 vom 900 Meter hoch gelegenen Fünfländerblick auf dem Gemeindegebiet Eggersriet, oberhalb von Grub. Dazu Helmut Berg: «Im Frühling 1929 flog ich wieder mit Transport- und Starthilfe meiner Flugkameraden in viereinhalb Minuten vom Fünfländerblick auf den Dornier-Flugplatz Altenrhein [Distanz 4,5 km, Höhendifferenz 500 m]. Abgestellt wurde es, wenn ich mich richtig erinnere, gerade unter dem damaligen Riesenflugzeug Do-X mit 12 Motoren auf den Flügeln. Im Wasser des Bodensees kontrollierte ich dann noch, ob Rumpf und Schwimmer wasserdicht seien.» Dieses Ereignis wurde auch in der «Neuen Zürcher Zeitung» erwähnt, wo unter anderem zu lesen war: «Helmut Berg von Speicher, ein Schüler der Kantonsschule Trogen, hatte das schöne Wetter benutzt, um mit seinem Segelflugzeug «Berggeist» diesen Flug auszuführen, der eine bemerkenswerte Leistung für einen Kantonsschüler darstellt. […] Die Zuschauer aber, denen der Anblick des Starts zuteil wurde, werden diesen Flug, der der Entschlossenheit und dem Wagemut eines Siebzehnjährigen ein glänzendes Zeugnis ausstellt, nicht so bald vergessen.»
Ein letztes Mal flog Helmut Berg seinen «Berggeist» am 1. Dezember 1929 von Österreich aus: «Schliesslich fragte ich Rektor Wildi, ob er es, wenn die Wetterwarte Friedrichshafen günstige Windverhältnisse melde, erlaube, mit den ‹Albatros›-Mitgliedern als Startmannschaft auf einem Lastwagen nach Bregenz zu fahren, um auf dem Pfänder zu starten, wenn nötig auch während der Unterrichtszeit. Auch das sagte der Rektor zu. Als wir das zerlegte Flugzeug an eine Kabine der Pfänderbahn angebunden hatten und oben ankamen, war kein Wind mehr da. So gab es nur einen Gleitflug mit einem ‹Hochsprung› über eine Hochspannungsleitung kurz vor der Landung. Bei einem zweiten Mal war es wieder windstill. Nach dem Gleitflug wasserte ich auf dem Bodensee. Das war mein letzter Flug vor der Matura.» Auch darüber informierte Wildi im Jahresbericht alle Interessierten: «Im Winter wagte er sich sogar an den Pfänder bei Bregenz (1064 m), von welchem er 8 Minuten lang in wiederholten Schleifen ruhig und sicher durch die Luft segelnd, gegen den Bodensee hinunterglitt, um nahe an der deutsch-österreichischen Grenze glatt zu landen.»
Als Helmut Berg nach der Matura die Kantonsschule Trogen verliess, verkaufte er den «Berggeist» nach Basel. Zwei Jahre später kam es beim zweiten Rigi-Segelfluglager am 25. August 1932 mit dieser Maschine zu einem tödlichen Flugunfall. Erich Tilgenkamp beschrieb die Tragödie folgendermassen: «Gegen Abend machte der Basler Fluglehrer Hans Reutemann [geb. 1910] seinen ‹Berggeist› klar, um ins Tal hinabzugleiten. Kurz nach dem Start ging das Flugzeug nach einer brüsken Linkskurve mit übernormaler Geschwindigkeit in den Sturzflug über. Diesen Beanspruchungen nicht gewachsen, barst der Apparat noch in der Luft auseinander und zerschellte nach senkrechtem Sturz. Der unglückliche Pilot konnte nur als Leiche geborgen werden. In ihm betrauern die Segelflieger einen zuverlässigen Piloten, einen sportlichen und begeisterten Kameraden, einen der Hoffnungsvollsten unter den Jüngeren. Seine Kameraden setzten an der Unfallstelle dem geachteten Freund ein schlichtes Holzkreuz.» In einem Brief an Guido Oetiker, dem dritten Albatros-Präsidenten, ging Helmut Berg, der anstelle von Reutemann hätte fliegen sollen, auf diesen Unfall ein: «Es war also meine Maschine, mit der Reutemann abstürzte. Durch zweimaliges Tiefensteuergeben stellte er sie auf den Kopf. Als sie nach ca. 150–200 Meter Sturzflug im Übergang zur Rückenlage war, montierten die Flügel ab. Für solche Beanspruchungen waren sie auch nicht gebaut. Reutemann machte einen an und für sich bekannten Fehler, den ich bei ihm aber, nachdem er die Maschine am Bachtel prima geflogen hatte, für ausgeschlossen hielt.»

### Auflösung

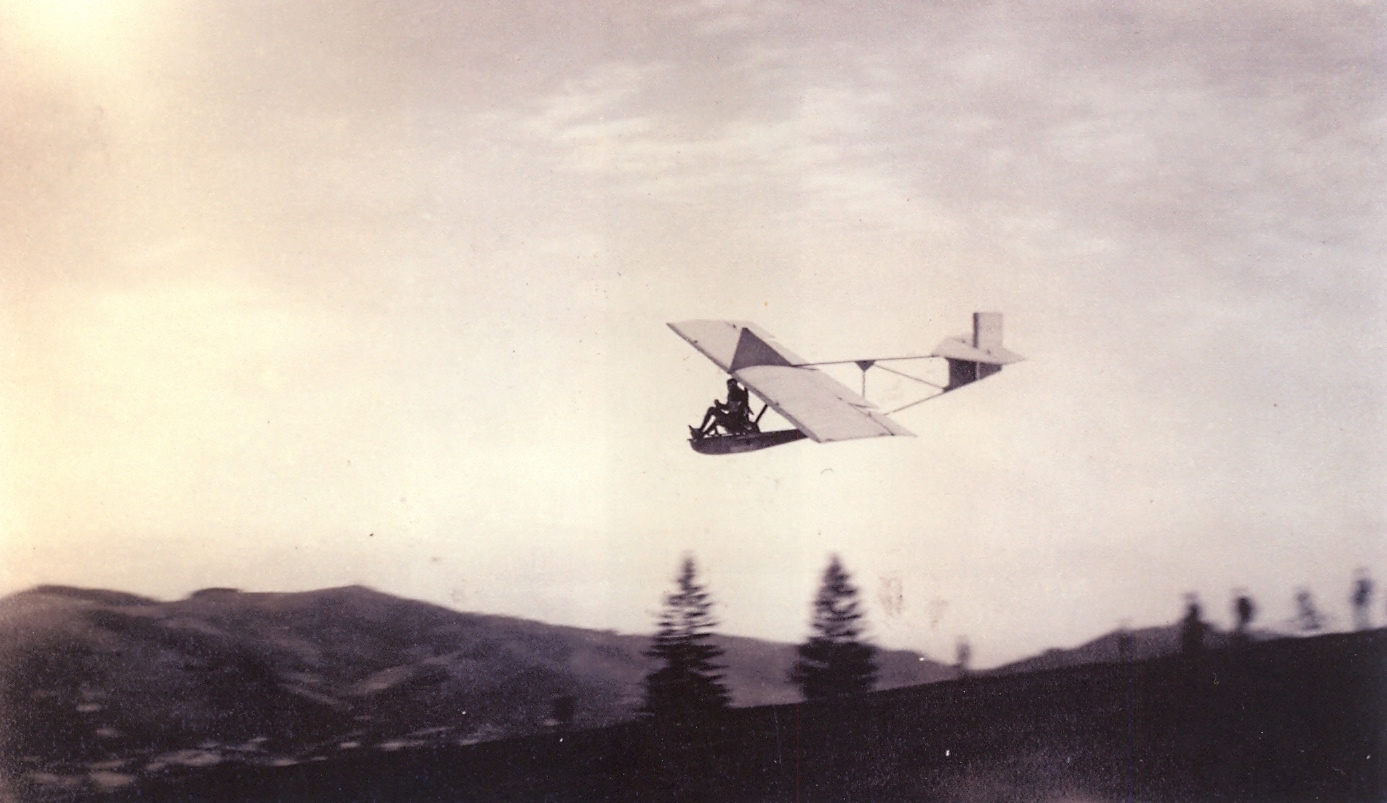
Ein Flugschüler des Albatros, ca. 1930

Im Herbst 1930 verliessen Helmut Berg und Kurt Rothenberger nach bestandener Matura an der Oberrealschule die Kantonsschule Trogen und Rolf Stadler übernahm das Präsidium. Schon im selben Jahr tauchten erste Anzeichen auf, welche auf ein mögliches Ende des Albatros hindeuteten: Fehlendes Geld, neu erlassene Vorschriften des Eidgenössischen Luftamtes, aber auch vermehrt mangelnde Disziplin unter den Mitgliedern. Guido Oetiker schrieb diesbezüglich später an einen Kameraden: «… im Übrigen fehlte jede Spur von Rasse, die genannten Entschuldigungen waren reine Faulenzerei. Kadi [Rektor Wildi] ist mit mir einverstanden, dass die Herren Trogener nur zu faul sind, etwas zu arbeiten und bis nach dem Hirschberg zu fahren. Wenn man sie per Auto holen würde, hätte der ‹Albatros› sofort Mitglieder im Überfluss, aber solche ‹Herren› passen nicht in eine Segelflugtruppe!» Im Vereins-Jahresbericht 1931 war zu lesen: «Obschon wir durch die beim Bau der ersten Maschine erworbenen Erfahrungen nahezu 150 Fr einsparen konnten, hat unsere Kassa doch stets Ebbe. Dieser Umstand kostet uns manchen Schweisstropfen, da wir zum Heraufziehen der Maschine nur selten ein Pferd mieten können.» Ein Jahr später tauchten unter anderem auch die ersten Erschwernisse bezüglich des Fluglehrers auf: «Neuerdings muss jeder Flugbetrieb einem solchen unterstellt sein, der zum mindesten im Besitze des schweizerischen Segelflieger-Brevets B sein muss. […] Grosse Unkosten brachten uns dieses Jahr die Anschaffung eines neuen Startseiles, da das alte untauglich geworden war, und die Abschliessung einer obligatorischen Haftpflichtversicherung für unsere Maschine.» Trotzdem übte der Albatros weiter am Hirschberg mit zwei Segelflugzeugen und es gelang sogar, das vom Schweizerischen Aeroklub geforderte nationale Brevet zu erringen. Eine mögliche Verbindung mit einem anderen Segelverein wurde abgelehnt. Dazu schrieb Ernst Wildi: «Dem Wunsch von St. Galler-Fliegern, mit den Trogenern eine einzige Sektion bilden zu können, wurde nicht entsprochen, damit der schöne Sport, der bei richtiger Vorsicht nicht gefährlich ist, weiter mutigen, arbeitsfreudigen Kantonsschülern die Gelegenheit bietet, in ihrem einfachen Kameradenkreis die Elementargrundsätze des Fliegens zu erlernen. Immerhin wurden einige ausserhalb der Kantonsschule stehende Flugbegeisterte als Mitflieger in den Kreis des ‹Albatros› aufgenommen.» Helmut Berg verfolgte die Aktivitäten des Vereins aus der Ferne weiter und schien zu ahnen, dass das Ende sich abzeichnete. So schrieb er im September 1932 an Guido Oetiker unter anderem: «Es wäre wirklich ausserordentlich schade, wenn jetzt dann der ‹Albatros› zusammenkrachen würde. Du selbst hast ja gezeigt, was mit der nötigen Energie möglich ist.» Aber auch Rektor Wildi erkannte in seinem neuen Jahresbericht die aufkommenden Probleme und zog eine mögliche Fusion mit einem anderen Verein neuerdings in Betracht: «Der Segelflugverein ‹Albatros› meldet mit der Erringung von zwei A-Brevets und einem B-Brevet einen erfreulichen Erfolg. Schärfere Vorschriften des Aeroklubs der Schweiz, z. B. bezüglich der Fluglehrer, die weite Entfernung des allerdings für die Anfängerschulung trefflich geeigneten Flugplatz am Hirschberg zwischen Gais und Appenzell, sowie ein bescheidener Mitgliederbestand von 13 Aktiven erschweren die Arbeit des Vereins offenbar sehr, so dass mit der Zeit doch wohl, entgegen der bisherigen Absicht, mit einem anderen Klub, etwa mit der St. Gallischen Sektion ‹Säntis› des Schweizerischen Aeroklubs Fühlung genommen werden muss.»

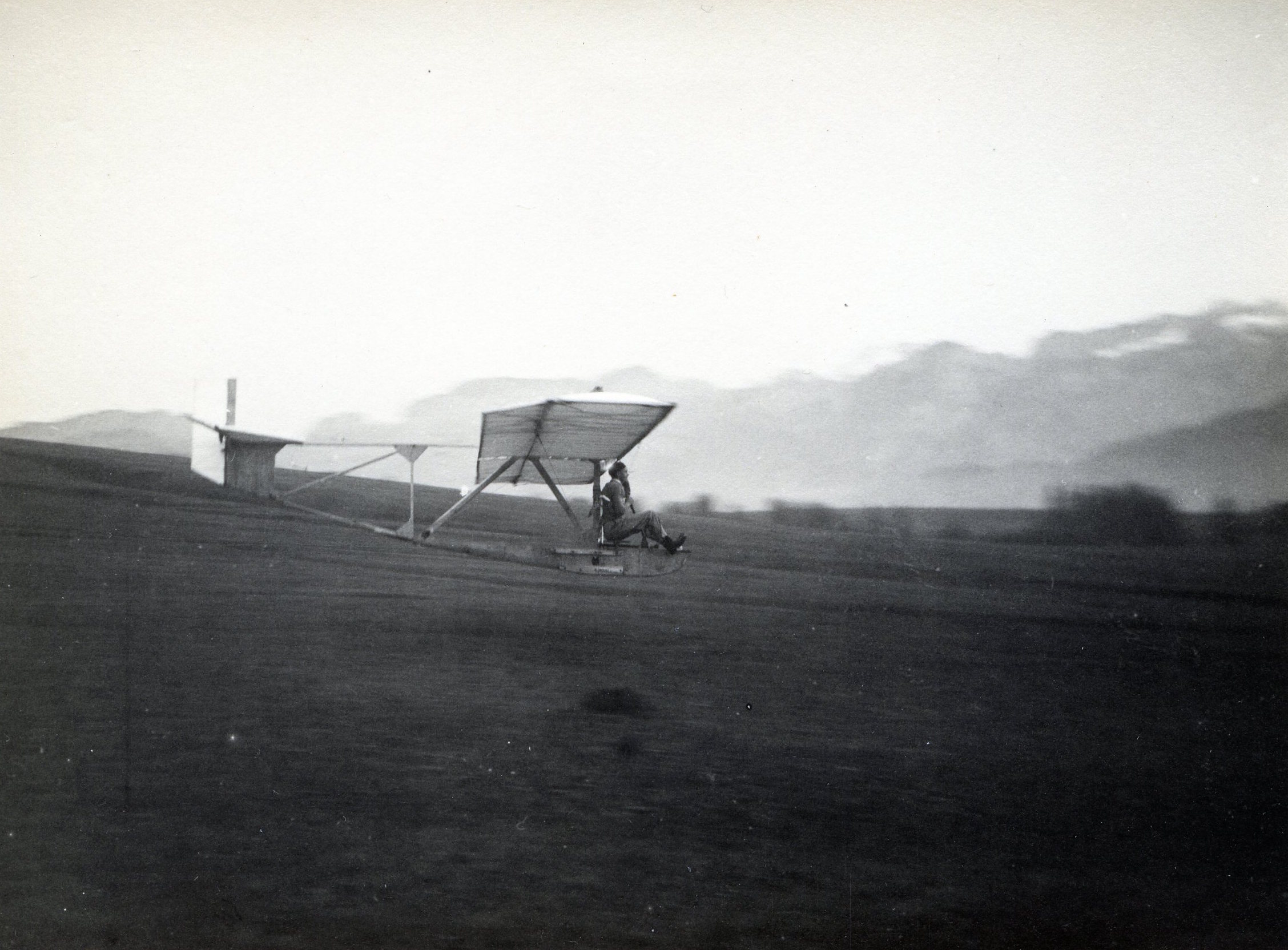
Segelflug oberhalb von Gais, ca. 1930

1933 wurde der Verein trotz aller Bemühungen aufgelöst und das bedeutete das Ende des bemannten Segelfluges an der Kantonsschule Trogen. Guido Oetiker schrieb am 11. April an den Aeroklub: «Sehr geehrter Herr Kohli, an der Kantonsschule in Trogen ist zur Zeit jede Flugbegeisterung verschwunden und wie Sie wissen, ist kein Schüler imstande, den Verein zu leiten. Da nun auch noch das Unterkunftslokal gekündet wurde und wir trotz wiederholten Schreiben an die Sektion ‹Säntis› nie eine Antwort erhielten, wird der ‹Albatros› den Flugbetrieb einstellen.» Die beiden Zöglinge «Kauz» und «Marabu» wurden daraufhin an den Flugtechnischen Verein Ikarus in Zürich verkauft. In der Hoffnung auf eine Neugründung vermerkte man allerdings im Kaufvertrag vom Mai desselben Jahres: «Der ‹Albatros› verkauft der Segelgruppe Zürich zwei Schulflugzeuge Typ Zögling zu Fr. 200.- unter folgenden Bedingungen: Die Segelfluggruppe Zürich verpflichtet sich, bei einer Neugründung einer Fluggruppe in Trogen, dieser ein zugelassenes, flugbereites Schulflugzeug (Zögling) sowie ein intaktes Startseil ab Zürich für Fr. 200.- zur Verfügung zu stellen.» Im Jahresbericht von 1934 geht Ernst Wildi zum letzten Mal auf den Albatros ein und erläutert darin auch die Gründe für das Ende: «Schwierigkeiten, welche der Segelflugverein ‹Albatros› mit der Unterbringung seiner Flugzeuge am Hirschberg hatte, Erschwerungen in den Vorschriften für die Fluglehrer eines Segelflugvereins und der Abgang besonders tätiger Führer an die Hochschule zwangen den ‹Albatros› zu einer wenigstens vorläufigen Liquidierung. Sicher mit schwerem Herzen liess man die Vögel ‹Kauz› und ‹Marabu›, die man doch mit so viel Fleiss und Schweiss selbst erbaut hatte und die von so manch schönem Flug erzählen können, nach Zürich ziehen. […] Das Vereinsvermögen wurde zinstragend dem Rektorat zur Verwahrung anvertraut. Die vom ‹Albatros› jahrelang geleistete Arbeit füllt in der Geschichte der Kantonsschuljugend ein Blatt aus, auf dem Rühmenswertes über Initiative, jugendliche Begeisterung, Energie, Ausdauer, Mut und kameradschaftliches Zusammenarbeiten verzeichnet bleibt. Das Rektorat, das so oft zwischen besorgten Eltern und wagemutigen Jungens zu vermitteln hatte, fühlt sich von einer Verantwortung entlastet, die allerdings bei der vorsichtigen und systematischen Arbeit der jungen Segelflieger nie als zu drückend empfunden wurde.»

## Helmut Berg nach der Matura

### Beruflicher Werdegang und Familie

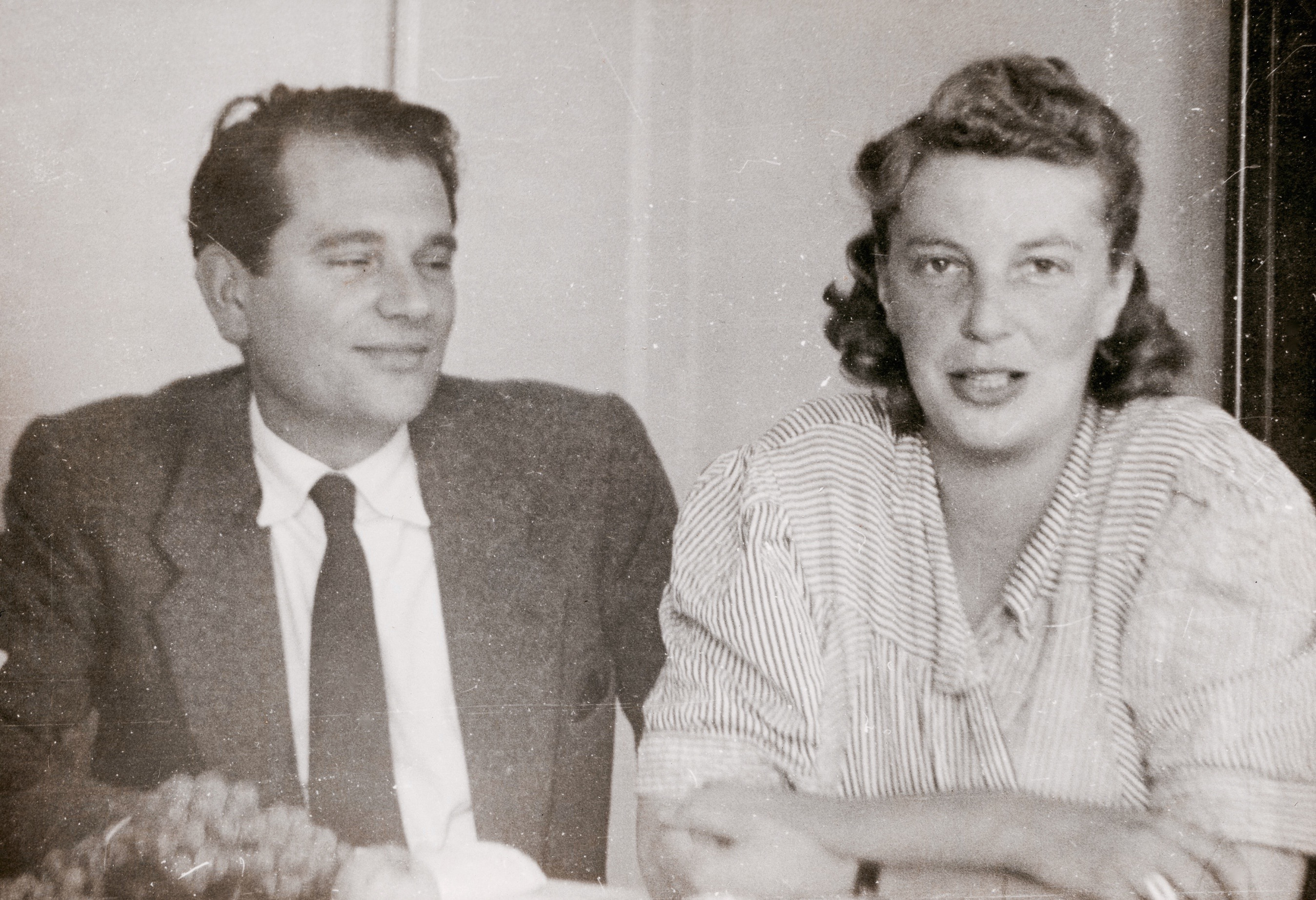
Helmut Berg und Ruth Cerf kurz vor ihrer Hochzeit, ca. 1940

Nachdem Helmut Berg im September 1930 die Matura in Trogen absolviert hatte, begann er in Fribourg Medizin zu studieren. Er erkannte jedoch bald, dass dies, trotz der Prägung durch seinen Vater, nicht sein Weg war und brach das Studium nach einem Semester ab. Parallel dazu verfolgte er weiterhin seine Passion zur Segelfliegerei. Als jedoch im August 1932 Bergs Flugkamerad Hans Reutemann mit dem «Berggeist» den tödlichen Flugunfall erlitt, zog er einen Schlussstrich unter seine Segelflugkarriere. Er ging an die Universität Zürich und schrieb sich 1933 für Naturwissenschaft ein, wechselte jedoch vor dem Abschluss an die ETH Zürich, wo er vier Semester Physik studierte, um sich 1937 erneut an der Uni Zürich als Student der Nationalökonomie einzuschreiben. 1939 lernte Berg in Zürich an der Landi 39 Ruth Cerf kennen; bereits zwei Jahre später heirateten die beiden. Während des Zweiten Weltkrieges diente Berg im Aktivdienst als Korporal bei den Bodentruppen der «Flieger-Kompanie 18». Ab 1941 arbeitete er in Bern für die Eidgenössische Zentralstelle für Arbeitsbeschaffung, welche etlichen Menschen in den krisenhaften Kriegsjahren zu einem menschenwürdigen Auskommen verhalf. 1945 promovierte Helmut Berg schliesslich mit der Dissertation «Die Zahl der im schweizerischen Gewerbe beschäftigen Personen, ihre Verteilung und Entwicklung in verschiedenen Gemeindegrössen». Ab 1947 leitete er in Bern die Städtische Zentralstelle für Arbeitsbeschaffung und Wohnungsfürsorge. Ende der 1950er-Jahre wurde der Migros-Gründer Gottlieb Duttweiler auf den sozial engagierten Helmut Berg aufmerksam und bot ihm die Leitung der Migros-Pensionskasse an. Aus diesem Grund zog die Familie mit ihren mittlerweile drei Kindern 1959 nach Uitikon im Kanton Zürich. Bis 1967 war Berg daraufhin für Duttweiler, mit dessen Prinzipien er sich stets identifizierte, tätig. Danach arbeitete er bis zur Pensionierung als selbstständiger Berater. Am 25. November 1989 starb Helmut Berg im Alter von 78 Jahren in Uitikon und wurde in der Kirche Uitikon-Waldegg beigesetzt. Seine Frau Ruth starb im Jahre 2006.

### Soziales Engagement

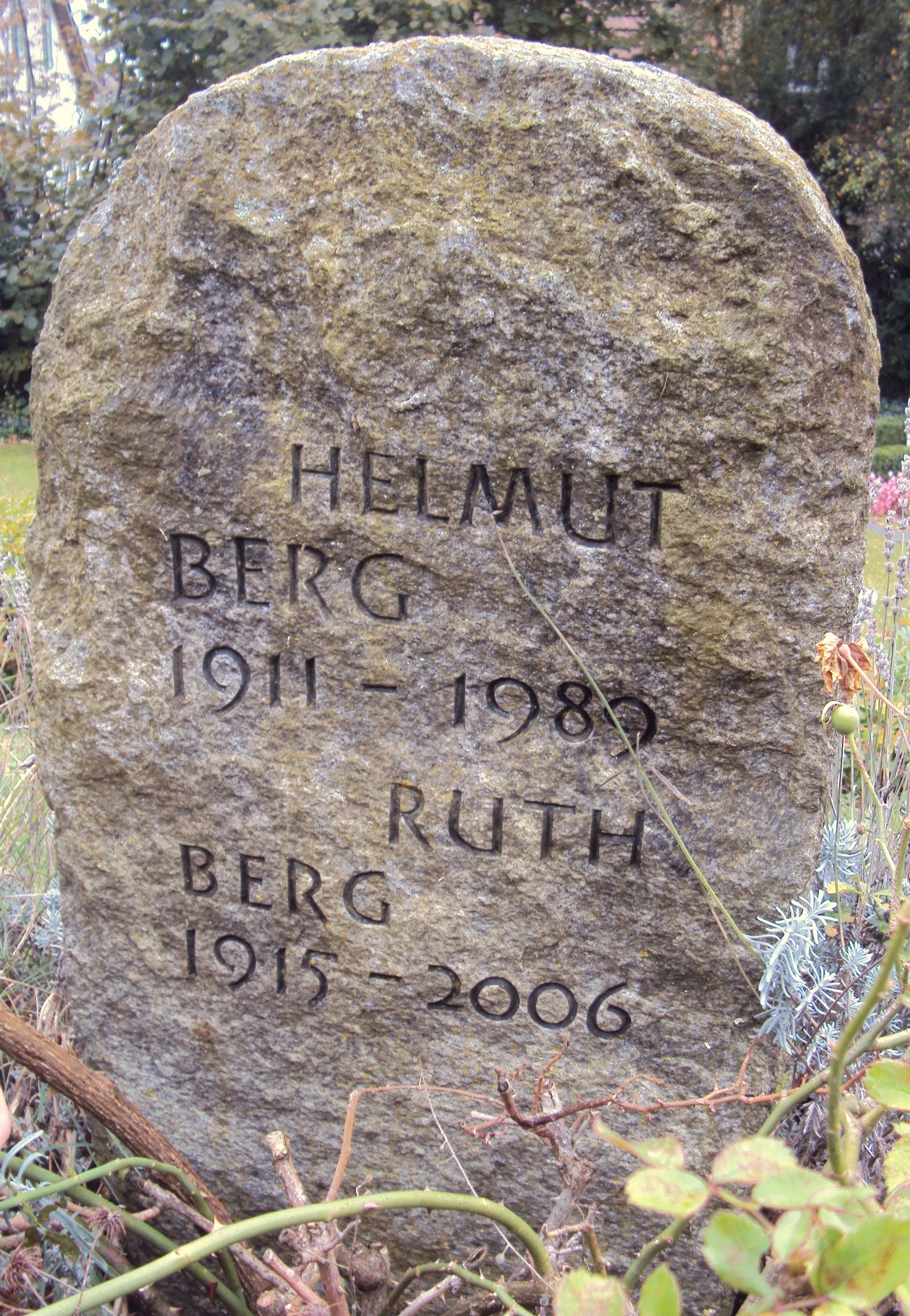
Grabstein von Helmut und Ruth Berg auf dem Friedhof der reformierten Kirche in Uitikon

Sein Leben lang setzte sich Helmut Berg für seine politischen Ideale und eine friedvolle und gerechte Zukunft ein. So trat er 1947 der Sozialdemokratischen Partei bei, um seine sozialen Anliegen besser vertreten zu können und gründete im selben Jahr die «Könizer Siedlungsgenossenschaft», deren Zielsetzung gutes, zweckmässiges und billiges Wohnen ermöglichte. 1953 wurde Berg in den Gemeinderat von Köniz gewählt, und im Jahr darauf wurde er Mitglied der «Baukommission» und der «Kommission für Subventions- und Wohnbaufragen». In Uitikon hatte er, zwecks Hilfe in sozialen Fragen, auch engen Kontakt mit Ernst Sieber, der von 1956 bis 1967 als Pfarrer in der Gemeinde amtierte. Daneben schrieb Helmut Berg sein Leben lang an einem Traktat mit eigens entwickelten Ideen zu einer Wirtschaftsorganisation, welche Hunger, Arbeitslosigkeit, Inflation und Umweltverschmutzung vermeiden helfen sollte. Noch kurz vor seinem Tod arbeitete er an diesem Text, der den Titel «Hunger, Arbeitslosigkeit: Vorschläge zu ihrer Beseitigung und Verhütung ohne Naturschädigung» trug; eine Publikation kam allerdings nicht mehr zustande. Eineinhalb Jahre bevor Helmut Berg starb, sandte gar einen persönlichen Brief an Michail Gorbatschow nach Moskau. Im Zuge der Perestroika wies Berg auf die Gefahren des neuen «Unternehmergesetzes» hin, das in der Sowjetunion seit dem 1. Januar 1988 in Kraft war. Er sah darin eine Bedrohung für das allgemeine Wohlergehen der Bevölkerung, warnte vor Gesundheitsschäden und Ausbeutung der Arbeiterschaft durch Gewinnstreben und empfahl Steuereinnahmen für Subventionen, damit Verluste ausgeglichen werden könnten. Dazu schrieb er unter anderem: «Soweit ich feststellen konnte, wird jeder Betrieb, der keinen Gewinn erzielt, unnachsichtig geschlossen. Ferner wird möglichst weitgehende Selbstfinanzierung gewünscht. Dadurch wird zusätzlicher Druck zu möglichst hoher Gewinnbildung erzeugt. Bei konsequenter Anwendung des ‹Unternehmergesetzes› müssten somit alle Schulen, Universitäten, Kunstschulen etc. sofort geschlossen werden. […] Da in einer Demokratie Kritik ja konstruktiv sein soll, erlaube ich mir auf Grund der oben unvollständig erwähnten Gründe, Ihnen zu empfehlen, eine Abschwächung der ‹Gewinnartikel› im neuen ‹Unternehmergesetz› in die Wege zu leiten.»

## Nachfolgevereine

### «Modellbaugruppe Trogen»

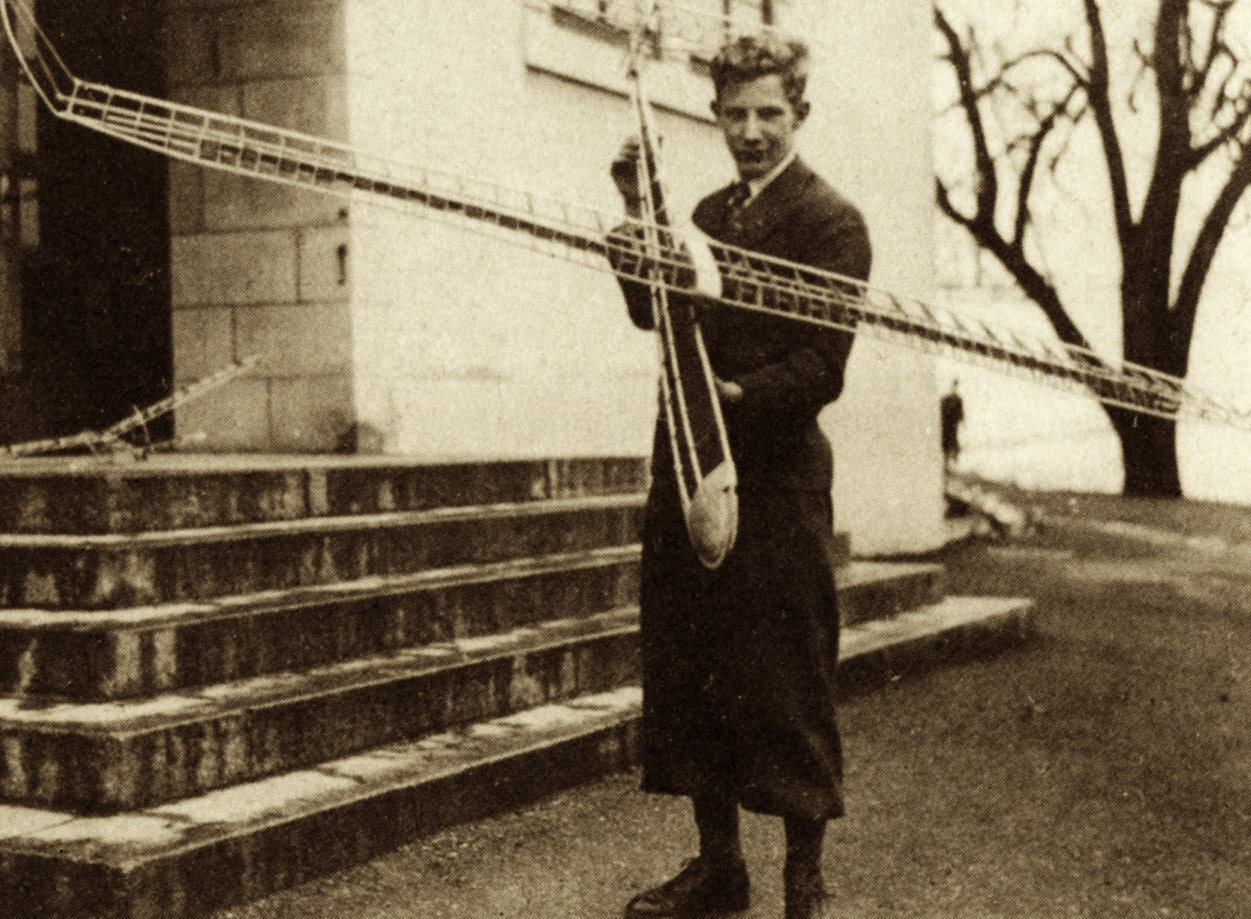
Kurt Lutz, der erste Präsident der «Modellbaugruppe Trogen», mit seinem selbstgebauten Segelflugmodell, 1937

Drei Jahre nach der Auflösung des Albatros fanden sich neue Schüler, welche die aviatische Tradition an der Kantonsschule weiterführen wollten. Aus der Erkenntnis, dass der bemannte Segelflug mit seinem Aufwand und den neuen Flugvorschriften kaum realisierbar wäre, begann man bescheidener mit dem Flugmodellbau. Die Gründung der «Modellbaugruppe Trogen» war somit eine logische Fortsetzung der früheren Segelfluggruppe auf einer neuen Basis. Am 3. Juni 1936 wurde so der Nachfolgeverein mit sieben Mitgliedern ins Leben gerufen. Aus dem Verkauf der zwei RRG-Zöglinge resultierte ein Fonds, der nun den Grundstock der neuen Vereinskasse bildete. Programme waren Baukurse, wo man kleine Segelflugzeuge konstruierte; Bauabend war jeweils Mittwoch von 19:30 bis 21:00 Uhr und der Samstagnachmittag. Ebenfalls wurden auch Flugwettbewerbe und Filmvorträge veranstaltet. Kurt Lutz, der erste Präsident, schrieb zum neuen Verein: «Vom Rektorat unterstützt, stand uns die Werkstatt im neuen Schulhaus als Baulokal zur Verfügung. Alsbald wurde mit dem Bau von Segelflugmodellen begonnen. Baupläne und insbesondere Material mussten in Deutschland bestellt werden, Schweizer Lieferanten gab es praktisch noch keine. Die ersten Modelle hiessen ‹Baby› und ‹Fock›, hatten eine Spannweite um 1,2 Meter. Geflogen wurde auf Nistelbühl, Buche und Neppenegg. Natürlich waren diese Modelle noch ungesteuert. Das führte jeweils zu sportlicher Betätigung beim Suchen im Gelände und Erklettern von Tannen. Nach dem Fliegen gab es des Öfteren Flickaufgaben im Baulokal» In seinem letzten Jahresbericht notierte der scheidende Rektor (Ernst Wildi demissionierte 1937): «Einer neu gegründeten Flugmodell-Baugruppe, welche ihre Statuten vorlegte, erlaubten wir zur Durchführung ihres Bauabends die Benutzung der Werkstätte im neuen Schulhaus. Sie zählt 12 Mitglieder, welche in die Physik des Fliegens eingeführt und für spätere Segelflüge vorbereitet werden soll. Exakte, ausdauernde Arbeit wird zudem die Handgeschicklichkeit fördern. Es wurden Modell von über zwei Meter Spannweite gebaut. An einem Filmabend warben vom ‹Schweizer Aero-Klub› zur Verfügung gestellte Filme für die Baugruppe. Fliegerhauptmann Hug [Victor Hug, Schweizer Militärpilot] sprach dabei in sympathischen Worten zu unserer Jugend, ihr den Werdegang eines schweizerischen Militärfliegers schildernd und die Erwartungen ausdrückend, dass auch in der Zukunft die Trogener Kantonsschuljugend gesunden und pflichtgetreuen Nachwuchs für unsere Fliegerwaffe stellen werde.» 1940 hielt Harry Trevisani, der neue Präsident der Gruppe, fest: «Der Modellflugbau wurde dieses Jahr mehr getrieben als im vorigen. Viele bekamen Ansporn und Freude, ein Segelflugmodell zu bauen, als sie den Probeflügen eines einfachen Modells, dem ‹Fips›, der gute Flugeigenschaften zeigte, zuschauten. Es wurden auch andere Modelle gebaut, darunter der ‹Ikarus›, ‹Elmer› und verschiedene Eigenkonstruktionen. Von der ‹Pro Aero-Stiftung› wurde uns ein Werkzeugkasten geschenkt, den wir schon seit langer Zeit nötig hatten.» Nachdem die Gruppe 1941 an einem Flugmodellwettbewerb in Solothurn teilgenommen hatte, musste sie jedoch ihr Baulokal aufgeben, da dieses einem neuen Schulzimmer weichen sollte. Der Verein zog daraufhin ins Parterre des Zellwegerhauses. Allerdings stand bereits 1943 ein erneuter Umzug an. Kurt Adank schrieb in diesem Jahr in seinem Bericht: «Wir meldeten uns auch mit einigen Modellen, darunter zum ersten Mal solche mit Kompasssteuerung, für den Ricken-Wettbewerb an. […] Mitgliederzahl wie auch Kassabestand sind leider ziemlich klein, doch hoffe ich, dass auch diese nächstes Jahr wieder zunehmen werden.» Die Hoffnungen von Adank zerschlugen sich allerdings. 1946 musste die Auflösung der «Modellbaugruppe Trogen» bekannt gegeben werden, da dem Verein erneut das Baulokal gekündigt wurde und sich kein Ersatz finden liess.

### «Modellbaugruppe Albatros»

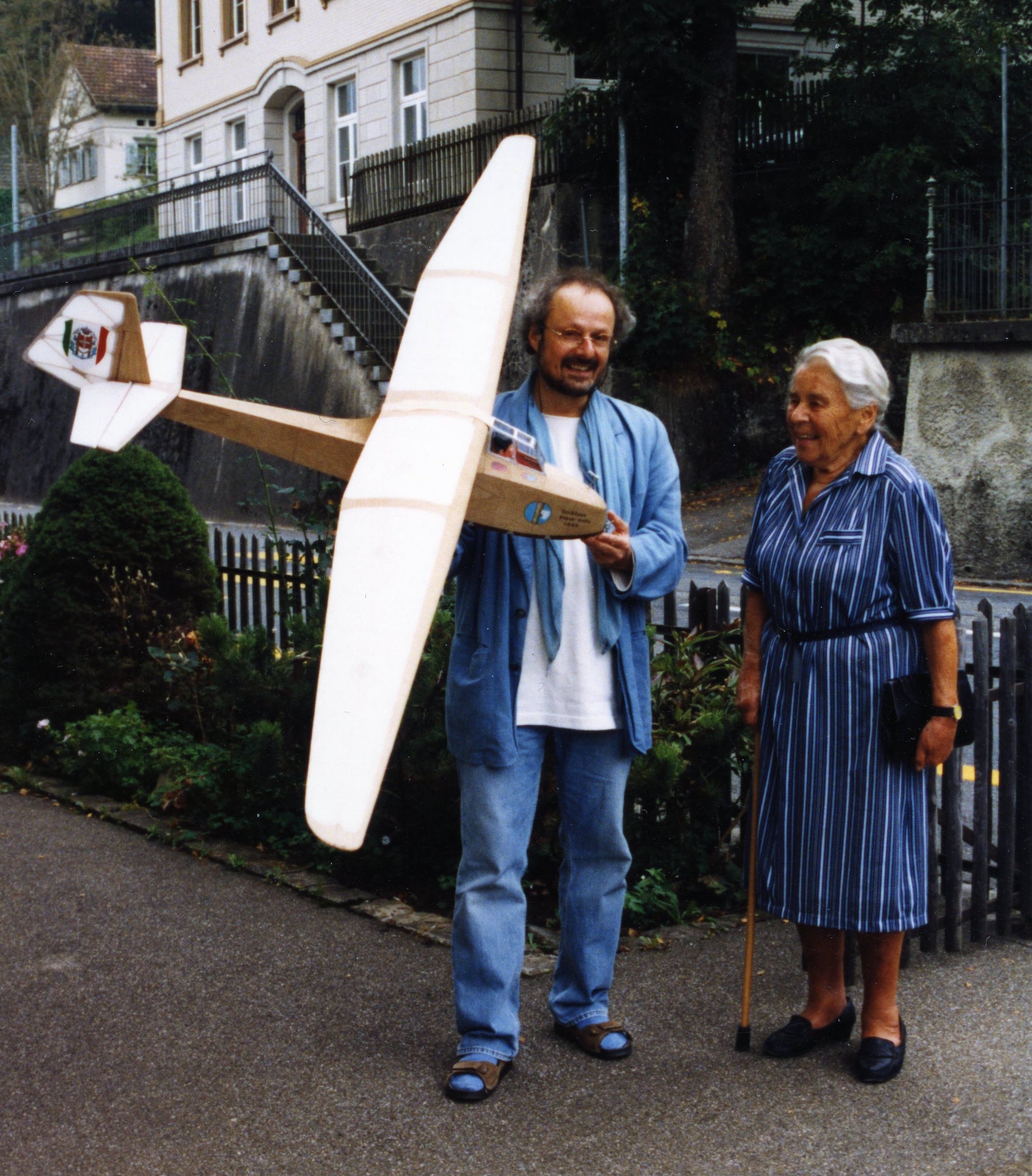
Fréderic Fischer trifft 2003 auf Elisabeth Pletscher, Zeitzeugin des «Ur-Albatros»

1976 begann der Berufspianist Fréderic Fischer an der Kantonsschule Trogen als Musiklehrer zu arbeiten. Fischer war seit seiner Jugend fasziniert von der Fliegerei, insbesondere vom Segelflug, und wollte die fliegerische Begeisterung in Trogen erneut wecken, diesmal mit der neuen Technik der Fernsteuerung. So kam es, dass er drei Jahre später eine neue Modellbaugruppe gründete. Im Jahresbericht der Schule aus dem Jahre 1980 heisst es dazu: «Die ‹Modellbaugruppe Trogen› wurde anfangs 1979 durch Herrn F. Fischer, Klavierlehrer an der Kantonsschule, und weiteren Interessenten gegründet. Sie zählt 15 Mitglieder, die sich auf dem Flugfeld oder im Baulokal mehr oder weniger aktiv zeigen. Mitgliederbeitrag wird keiner erhoben. Das Baulokal, wo sich unter der kundigen Leitung von Herrn Fischer, der sich als wahrer Spezialist entpuppte, eine rege Tätigkeit entwickelt, wird uns freundlicherweise von der Schule zur Verfügung gestellt.» Das erwähnte Baulokal war im Übrigen exakt derjenige Raum unter der «Alten Turnhalle» der Schule, wo auch der «Ur-Albatros» seine RRG-Zöglinge gebaut hatte. 1981 wurde aus der Gruppe ein Verein mit dem Namenszusatz «Albatros», zu dem Helmut Berg seine Einwilligung gab. Im selben Jahr besuchte die Modellbaugruppe den bekannten Flugpionier Jakob Spalinger, der 50 Jahre vorher in Trogen den Testflug-Unfall mit dem «Marabu» verursachte (siehe Kapitel «Unfälle»). Bei einem Besuchstag an der Schule 1982 zeigte man zum ersten Mal die Filmaufnahmen aus den 1920er/30er-Jahren, welche den Bau und das Fliegen der «echten» Flugzeuge des Albatros dokumentierten. 1983 löste Martin Brunner Fréderic Fischer als Präsident ab und man stellte die gebauten Flugzeugmodelle im Spielwarengeschäft «Zolli-Bolli» in St. Gallen aus. Im darauffolgenden Jahr wurde dem Ehrenmitglied Jakob Spalinger eine Urkunde in Form des Modelles der «Spalinger S-18» übergeben. 1985 besuchte der Verein die Witwe des Segelflugpioniers Wolf Hirth. Trotz all dieser Tätigkeiten hatte die «Modellbaugruppe Albatros» zunehmend weniger Mitglieder. Im Jahresbericht von 1985 steht zu lesen: «Mit einem Aushang in der Kantonsschule Trogen wollten wir in diesem Winter wieder einigen Nachwuchs für unsere Modellfluggruppe gewinnen. Bedauerlicherweise meldete sich niemand auf diesen Aufruf, so dass unser Nachwuchsproblem nach wie vor bestehen bleibt.» Dennoch konnte sich der Verein noch weitere zehn Jahre behaupten, ehe er 1995 aufgelöst wurde.

### «IG Albatros»
Ein zweites Mal trat Fréderic Fischer als Initiant auf, als er am 14. April 1985 zusammen mit Werner Schmitter in Trogen der Gründung der «Interessengemeinschaft Oldtimersegelflugzeuge Albatros» den Anstoss gab. Das Ziel der IG wurde folgendermassen formuliert: «Den Mitgliedern die Suche nach Plänen und anderen Unterlagen von Oldtimersegelflugzeugen zu erleichtern, indem alle vorhandenen und neu dazukommenden Unterlagen in zwei zentralen Archiven verwahrt werden. In einem regelmässig erscheinenden Informationsblatt können die Mitglieder den aktuellen Bestand der Archive einsehen und je nachdem gewünschtes Material anfordern.» Seither hat sich die «IG Albatros» zu einer schweizweit bekannten Modellbauer-Organisation entwickelt, die sich dem massstabgetreuen Nachbau von historischen Segelflugzeugen widmet und deren mittlerweile umfangreiches Archiv von Gleichgesinnten weit über die Landesgrenze hinaus regelmässig genutzt wird.

## Segelflugmuseum Trogen

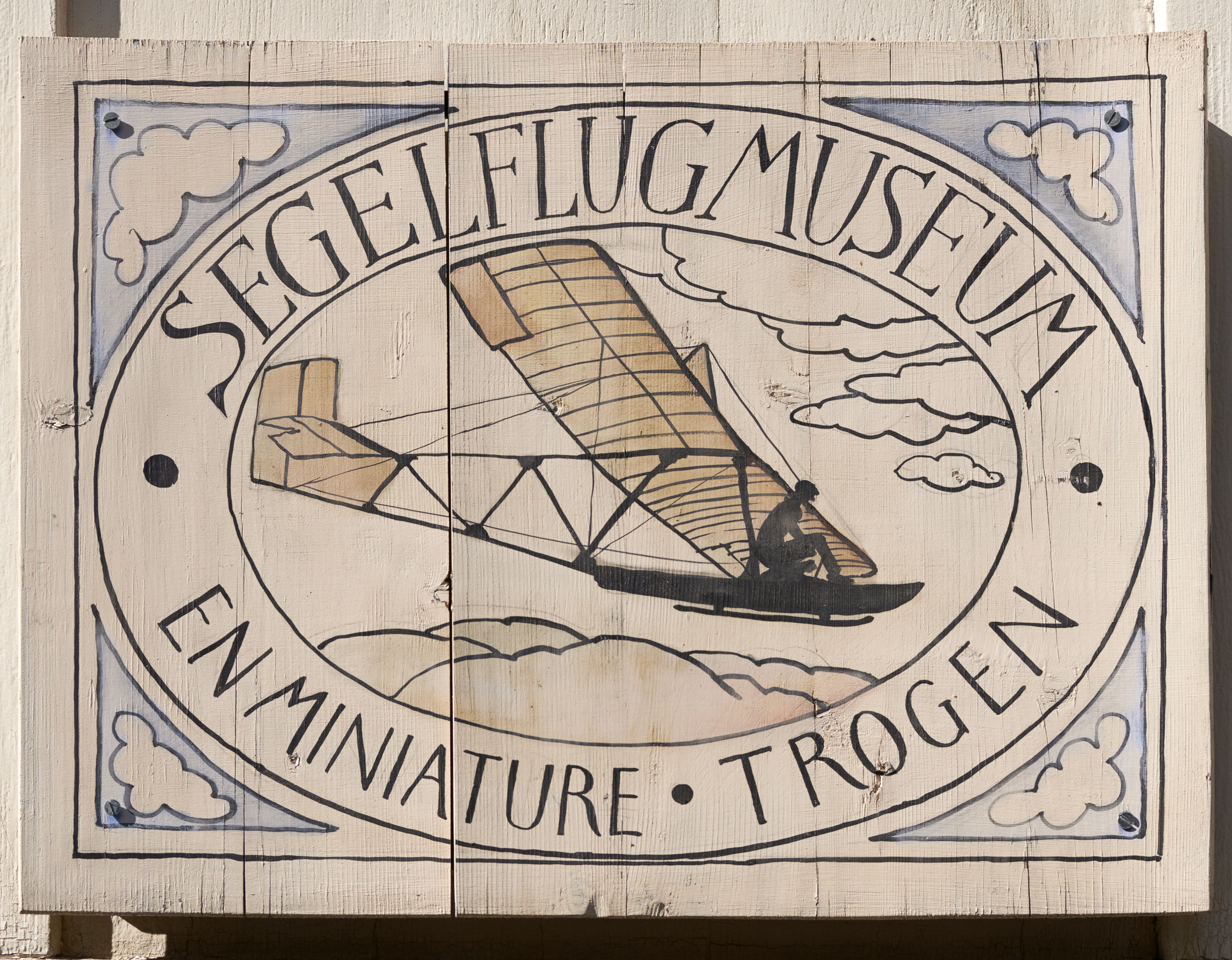
Handbemalte Tafel oberhalb der Eingangstür des Segelflugmuseums

Als 2003 die Gründung des «Ur-Albatros» ihr 75-Jahr-Jubiläum hatte, nahm Fréderic Fischer dies zum Anlass, ein «Segelflugmuseum en miniature» als Hommage an Helmut Berg und die Segelflug-Tradition des Dorfes zu eröffnen. In seinem Wohnhaus an der Oberdorfgasse 12 in Trogen sind seither mehrere Räume zu einem Privatmuseum umgestaltet worden und beherbergen rund 200 Flugmodelle (davon etwa 60 nicht flugtaugliche Miniaturmodelle plus Motormodelle), Raritäten, Fotos, Zeichnungen und Baupläne. Martin B. Atzwanger beschrieb 2017 den Besuch im Museum für seine Fachzeitschrift-Reportage unter anderem mit folgenden Worten: «Fréderic Fischer zu besuchen bedeutet, eintauchen in eine andere Welt. Schon die kleine Ortschaft Trogen mit rund 1700 Einwohnern auf einer Höhe von rund 900 Metern gelegen, hat ihren eigenen Charme. Das Haus steht in einer engen, steilen Gasse im Ortsteil Oberdorf. […] Wenn die Fensterläden im Erdgeschoss geöffnet sind, geben sie den Blick frei auf die dahinter verborgene Leidenschaft: Segelflugzeuge. Die Begrüssung durch den Hausherrn ist herzlich, fast wie ein Wiedersehen guter Freunde. Und dann begeistern schon die ersten Schaustücke. Die unteren zwei Geschosse sind Werkstatt, Archiv und Schauraum zugleich, und: ein lebendiges Museum. […] Neben den Modellen gibt es dazu Miniaturen und viel Geschichte. Die Ausstellungsstücke repräsentieren vor allem die [19]20er, 30er und 40er-Jahre. Ihr Massstab reicht von 1:50 bis circa 1:6 und sind in der Regel alle flugtauglich. […] Am eindruckvollsten war aber der Moment, in dem Fréderic – inmitten seiner unzähligen ‹Baustellen› - mit dem Klavierspielen begann. Seine selbst komponierte Segelflug-Sonate – ein wahrer Genuss. Bei geschlossenen Augen hatte ich das Gefühl, in einem dieser ausgestellten Holzsegelflieger zu sitzen, die nahen Wolkentürme zu sehen und das leichte Vibrieren der Holzkonstruktion zu spüren! Einmalig!»
Im Jahr 2007 verband Fréderic Fischer seine Passionen für Segelfliegerei und die Musik und komponierte die Segelflug-Sinfonie «Sinfonia del Volo a Vela», ein Werk in drei Sätzen für Klavier und gemischten Chor. Die Uraufführung fand Ende Juli 2010 mit dem «Collegium vocale Frisingae» unter der Leitung von Ewald Reder in Freising statt. Im Jahre 2018 kam es in der katholischen Kirche von Speicher zur Erstaufführung von Fischers Komposition «Flug in die Ewigkeit», welche den letzten Flug von Antoine de Saint-Exupéry musikalisch umsetzt; das Werk ist als kleines Requiem für Sopran, Chor und Klavier konzipiert und lässt sich in die Nachfolge der «Segelflug-Sinfonie» einordnen.

## «Kauz 2021»

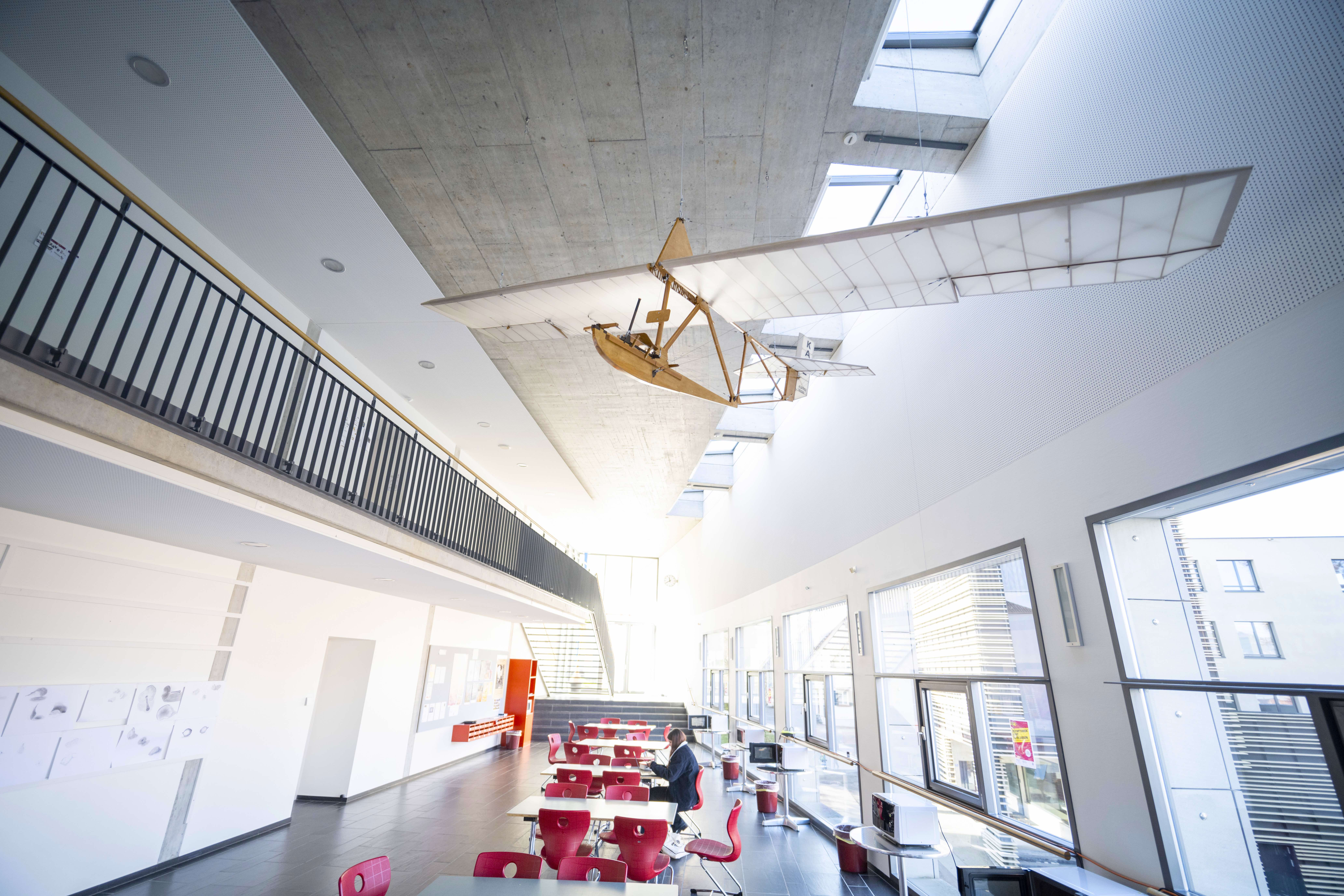
Die Nachbildung des «Kauz» im Massstab 1:2 an der Decke der «Arche»

Am 30. September 1927 hielt Helmut Berg im «Kronen»-Saal seinen folgenreichen Vortrag über die Ausbildung in der Rhön vor der versammelten Schülerschaft der Kantonsschule Trogen. Dabei beschwor er die Fliegerei unter anderem wie folgt: «Ich wollte gern fliegen. […] Der Wunsch zu fliegen ist so alt wie die Menschheit selbst. Schon die Sage von Dädalus und Ikarus erinnert an dieses Verlangen. […] In den letzten Jahren haben wir den ungeahnten Aufschwung in der Fliegerei erlebt. Ich denke hier an das über ganz Europa ausgebreitete Netz von Fluglinien, die Überquerung des Ozeans und die neuesten Leistungen am Zürcher Flugmeeting. Diese grossen Erfolge drängten die motorlose Fliegerei eine Zeitlang in den Hintergrund.» Genau 90 Jahre später traf sich, wiederum in der «Krone», eine Delegation aus Vertretern der KST, der «IG Albatros» und Fréderic Fischer vom Segelflugmuseum Trogen, um ein Projekt in die Wege zu leiten, das die motorlose Fliegerei wieder in den Vordergrund rücken sollte: In Erinnerung an die einst grosse Segeltradition und Pionierleistung von Helmut Berg, den Mitgliedern des Albatros und allen Nachfolgevereinen, wurde beschlossen, unter der Führung der «IG Albatros» einen RRG-Zögling mit dem Namen «Kauz 2021» im Massstab 1:2 nachzubauen und diesen im Rahmen des 200-Jahr-Jubiläums der Kanti Trogen der Schule zu schenken; Hans Dürst, Präsident der «IG Albatros», erklärte sich bereit, das Replikat unentgeltlich zu konstruieren. In rund 1700 Arbeitsstunden verarbeitete Dürst unter anderem 350 Meter Kiefernleisten und 45 Meter Spanndraht. Seit September 2021 hängt der «Kauz 2021» (12 kg, 2,7 Meter Länge, 5 Meter Spannweite) im grössten Gebäude, der «Arche», und stellt als Dauerexponat ein bleibendes Zeitzeugnis dar.

## Filme
- 2020: Dokumentarfilm Abheben - Trogen und die Segelflugtradition, 15 Minuten. Eigenproduktion, Trogen.
- 2021: Dokumentarfilm Der Segelflugverein «Albatros», 16 Minuten. Eigenproduktion, Trogen.
- 2021: Videoclip Montage des «Kauz 2021», 3 Minuten. Eigenproduktion, Trogen.